# 利物浦足球俱乐部
利物浦足球俱樂部（英語：Liverpool Football Club，縮寫：LFC或LIV）是一家位於英國英格蘭西北部默西賽德郡港口城市利物浦的英格蘭職業足球俱樂部，目前參賽級別為英格蘭足球超級聯賽。俱樂部成立於1892年6月3日，次年加入英格蘭足球聯賽，俱樂部自成立以來一直以安菲爾德球場作為主場。利物浦是世界上最有價值和最廣受支持的足球俱樂部之一，其市值與收入及全球球迷數量均位於歐洲足球俱樂部前列。
1964年，在比爾·辛奇利的管理下，球隊從過往的紅色上衣和白色短褲改為全紅色的主場球衣，並沿用至今，因此有「紅軍」的稱號。俱樂部的隊歌為《You'll Never Walk Alone》（你永遠不會獨行），並以此作為俱樂部的精神格言，銘刻在俱樂部的隊徽上。利物浦與同城的埃弗顿有著長期的競爭關係，兩隊交鋒的對賽稱為「默西賽德郡德比」。而同位於英格蘭西北部的利物浦與曼聯作為英格蘭歷史上最成功的兩間俱樂部，且雙方所代表地區──利物浦與曼徹斯特在歷史上一直處於經濟和產業的競爭，因此兩隊之間形成了悠久的競爭關係，兩隊交鋒的比賽被稱為「雙紅會」。
利物浦一共擁有70座冠軍獎盃，是英格蘭最成功的足球俱樂部。在國內賽事中，俱樂部共贏得20次英格蘭頂級聯賽冠軍（18次英甲、2次英超）、8次英格蘭足總盃冠軍、10次英格蘭足球聯賽盃冠軍、1次英格蘭超級盃冠軍、1次倫敦郡長慈善盾(英格蘭社區盾前身)冠軍、16次英格蘭社區盾冠軍。在國際賽事中，俱樂部贏得6次歐洲冠軍聯賽冠軍、3次歐洲足總盃冠軍、4次歐洲超級盃冠軍—均為英國足球俱樂部紀錄，以及1次國際足總俱樂部世界盃冠軍。俱樂部曾在1970至1980年代稱霸英格蘭足壇，乃至歐洲足球賽事，確立了足球豪門的地位，當時俱樂部在比爾·辛奇利、卜·皮士利、祖·費根、肯尼·達格利許的帶領下共獲得了11次聯賽冠軍和4次歐冠盃冠軍。近年，俱樂部在拉斐爾·貝尼特斯和尤爾根·克洛普的帶領下，分別在2005年和2019年兩次贏得歐冠盃冠軍，後者更帶領利物浦在2020年贏得俱樂部在英超時代的第一個聯賽冠軍，亦即第19座頂級聯賽冠軍。俱樂部最近一次獲得冠軍是2024-25年英格蘭超級足球聯賽。
俱樂部球迷曾經歷兩次重大悲劇。1985年歐洲冠軍聯賽決賽發生的海瑟爾球場慘劇，事件源於利物浦與尤文圖斯兩隊球迷之間發生衝突，在利物浦球迷區的足球流氓爬上一幅用來分隔兩隊球迷的「中立區」圍欄上，結果圍欄不勝負荷塌向「中立區」，最終釀成39人死亡，當中主要為尤文圖斯球迷。事件導致利物浦被禁止參與歐洲賽事六年，其他英國球隊被禁止參加歐洲賽事五年。1989年發生希爾斯堡慘劇，起因源於大量球迷短時間內湧進場內，令看台前方的觀眾不斷被較後的人群擠壓，最終釀成踩踏事故，造成97名利物浦球迷死亡，起初警方向媒體散佈謠言，試圖將罪責直接地轉嫁於利物浦球迷鬧事，其後經過球迷多年抗爭，獨立小組的審查和死因聽證會調查，英國政府在2012年正式承認當年慘案發生的直接原因是當時警員和球場工作人員未有合理地管理入場人流，撤銷了起初對受害者意外死亡的判決，改為非法殺害，還給受害者家屬一個交代，這場慘劇促使英格蘭所有足球場進行一系列的安全改革，包括取消帶圍欄的站立看台，轉而規定在英格蘭足球聯賽前兩個級別中必須採用全座位球場。

## 俱樂部歷史

### 與愛華頓分家

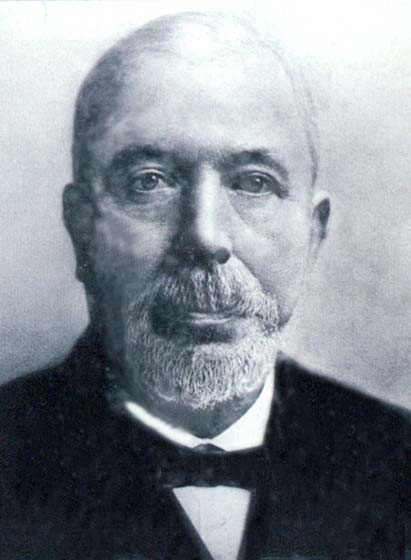
利物浦足球俱樂部的創辦人約翰·賀定

利物浦足球俱樂部的創辦人約翰·賀定是晏菲路球場的地主。在利物浦成立之前，賀定把球場租給愛華頓足球會使用，並一直參與球會運作。但由於賀定於球場擁有問題上與管理層的分歧，愛華頓管理層最終於1892年3月15日正式開除賀定並於翌季搬至古迪逊公园；而賀定則於15日後（即3月30日）成立了一間新球會並訂下明文規章，但直至6月3日才完成在貿易委員會的官方註冊，這也是新球會的正式生日。
新成立球會原先命名為愛華頓足球俱樂部暨競技場地股份有限公司（Everton F.C. and Athletic Grounds Ltd），簡稱為愛華頓競技（Everton Athletic），之所以選擇愛華頓這個名字是因為當時的足球俱樂部流行以範圍較小的行政區名字命名，且賀定希望新球隊保留愛華頓這個名字。但因為與既有球會名字相同，足總並不接納入會申請；最後新球會就以範圍較大的行政區名字命名，稱為利物浦足球俱樂部（Liverpool F.C.）。

### 早期發展概況（1892年－1959年）

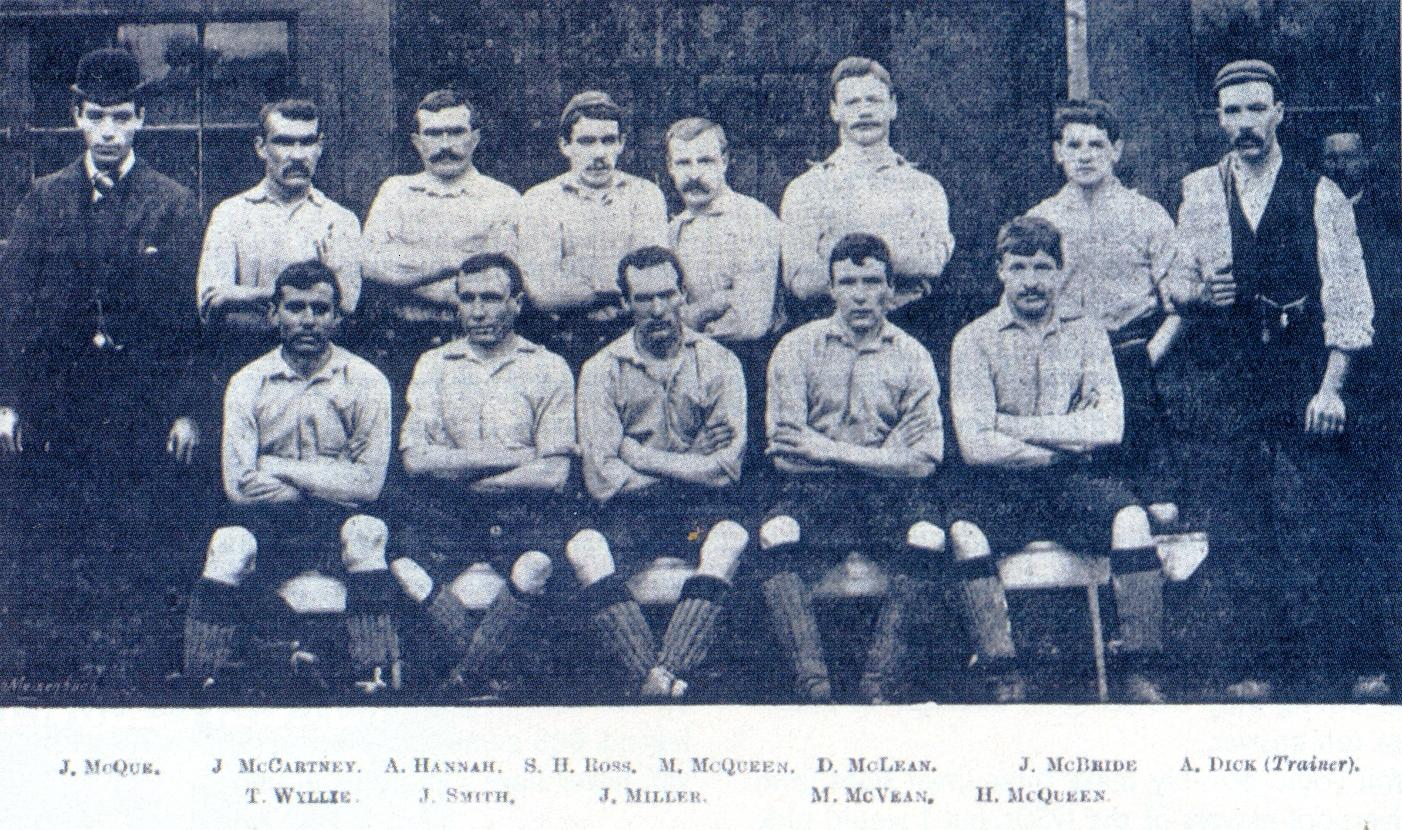
俱樂部的第一批成員

俱樂部成立後，賀定僱用了约翰·麦肯纳為球隊總監，並從蘇格蘭簽下13名球員。由於那批球員姓氏多以「麥」（Mc）字開頭，故被戲稱為「全麥隊」（Team of all the Macs）。
由於足總不同意新成立的球隊直接參加甲級聯賽，利物浦最初只能選擇以1892-93賽季蘭開夏郡聯賽作為起步。俱樂部於首場聯賽即以8-0大勝沃爾頓高地（Higher Walton）；而該場比賽的隊長勝出擲亳後選擇先向晏菲路看台踢的做法，亦成為了球隊傳統。
利物浦其後擊敗黑池贏得蘭開夏郡聯賽，並於1893-94賽季獲選參加乙級聯賽。球隊隨即奪得該季乙級聯賽冠軍，因此俱樂部在成立兩年後便於1894-95賽季首次在甲級聯賽參賽。
利物浦於1901年首次贏得甲級聯賽冠軍，之後1905-06賽季剛從乙級聯賽升回時贏得第二冠。於1914年首次晉身足總盃決賽，但以0-1輸給般尼。
在1922年及1923年，利物浦首次甲級聯賽衛冕成功（第三冠及第四冠），隊長是英格蘭後衛伊弗雷姆·朗沃斯。隨後直至第二次世界大戰也未尝過成為前四名。
在戰後第一個賽季（1946-47），利物浦贏得第五次甲級聯賽冠軍，及後成為聯賽的中游分子，於1954年降級，還於1954年12月以9-1敗給伯明翰。
之後雖然連續7個賽季（1954-1961）成為乙級前4名，但始終未能得到兩個升級席位之一，此種情況直至一代名帥比爾·香克利的出現才產生變化。

### 兩代名帥崛起（1959年－1985年）

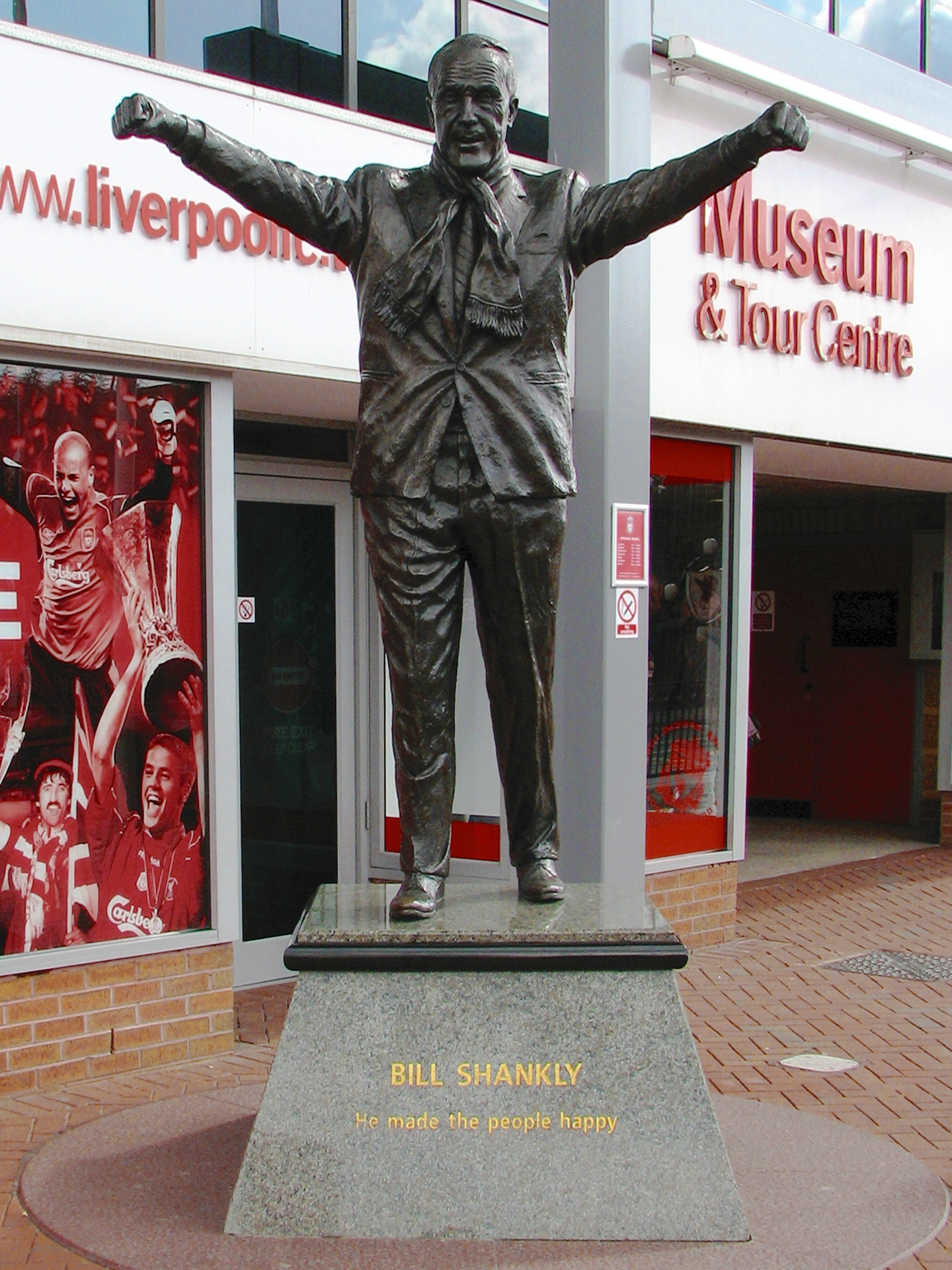
位於安菲爾德球場KOP看台外的比爾·香克利雕像

在1959年12月，比爾·香克利被委任為領隊，在他上任的第一年，他與24名球員解約並重建球隊。1962年，他上任的第三年，利物浦拋離第二名8分，贏得乙級聯賽冠軍重新升上甲級聯賽，從此再也沒有降級過，更加成為英格蘭和歐洲足壇的強大勢力。
在1964年，利物浦睽違17年再奪得甲級聯賽冠軍（第六冠），1965年時以2-1擊敗里茲聯首次贏得足總盃，1966年贏得第七次甲級聯賽冠軍。利物浦於1973年贏得第八次甲級聯賽冠軍以及他們首個歐洲冠軍——歐洲足協盃，兩回合計以3-2擊敗門興格拉德巴赫。1974年第二次奪得足總盃後，香克利退休了，他的助手鮑勃·佩斯利繼承他在利物浦的事業。
在香克利執教的15個賽季，利物浦總共贏得10個獎盃，其中包括1個歐洲足協盃、3個甲級聯賽冠軍及2個足總盃。
在1976年，利物浦成為甲級聯賽冠軍（第九冠），也奪得了第二次歐洲足協盃。1977年利物浦成功衛冕甲級聯賽冠軍（第十冠），雖然輸了足總盃，但贏得首個歐洲冠軍俱樂部盃；決賽在羅馬舉行，以3-1擊敗門興格拉德巴赫。1978年利物浦衛冕歐冠成功，在溫布萊球場以1-0擊敗皇家布魯日。1979年利物浦打破英格蘭本土紀錄，以68分（當時英格蘭聯賽採用勝方兩分制）奪得甲級聯賽冠軍（第十一冠）並在42場球賽中只失16球。
1980年利物浦又再度衛冕甲級聯賽冠軍（第十二冠），這是5年內的第2次，可惜在足總盃準決賽三次重賽仍沒法勝利，以0-1輸給阿仙奴，雙冠夢幻滅。皮士利的第三個歐冠勝利來自1981年，在巴黎以1-0擊敗皇家馬德里。在接下來的兩季（1982年和1983年），利物浦都衛冕甲級聯賽（第十三冠及第十四冠）及聯賽盃雙冠王。當派斯里於1983年退休時，本土盃賽中只曾未奪過足總盃。
在佩斯利執教的9個賽季，利物浦總共贏得20個獎盃，其中包括3個歐洲冠軍俱樂部盃、1個歐洲足協盃、6個甲級聯賽冠軍及連續三年的聯賽盃。
接任的領隊在球會職員中選擇。這類領隊通常稱為「靴室男孩」（靴室是利物浦在晏菲路討論戰術的地方）。因為佩斯利當初也是辛奇利的助手，所以派斯里也將帥位傳給他的助手乔·费根。
費根於1983年成為領隊時他已是63歲，在他上任的第一季（1983-84賽季），利物浦成為首間英格蘭一季內奪得甲級聯賽（第十五冠，同時是三連冠）、聯賽盃（四連冠）及歐冠（第四次）三項重大冠軍的球隊，隊中一眾人物像肯尼·达格利什、伊恩·拉什、格雷姆·索内斯等，都成為英格蘭球壇的經典人物。

### 紅軍王朝結束（1985年－1991年）

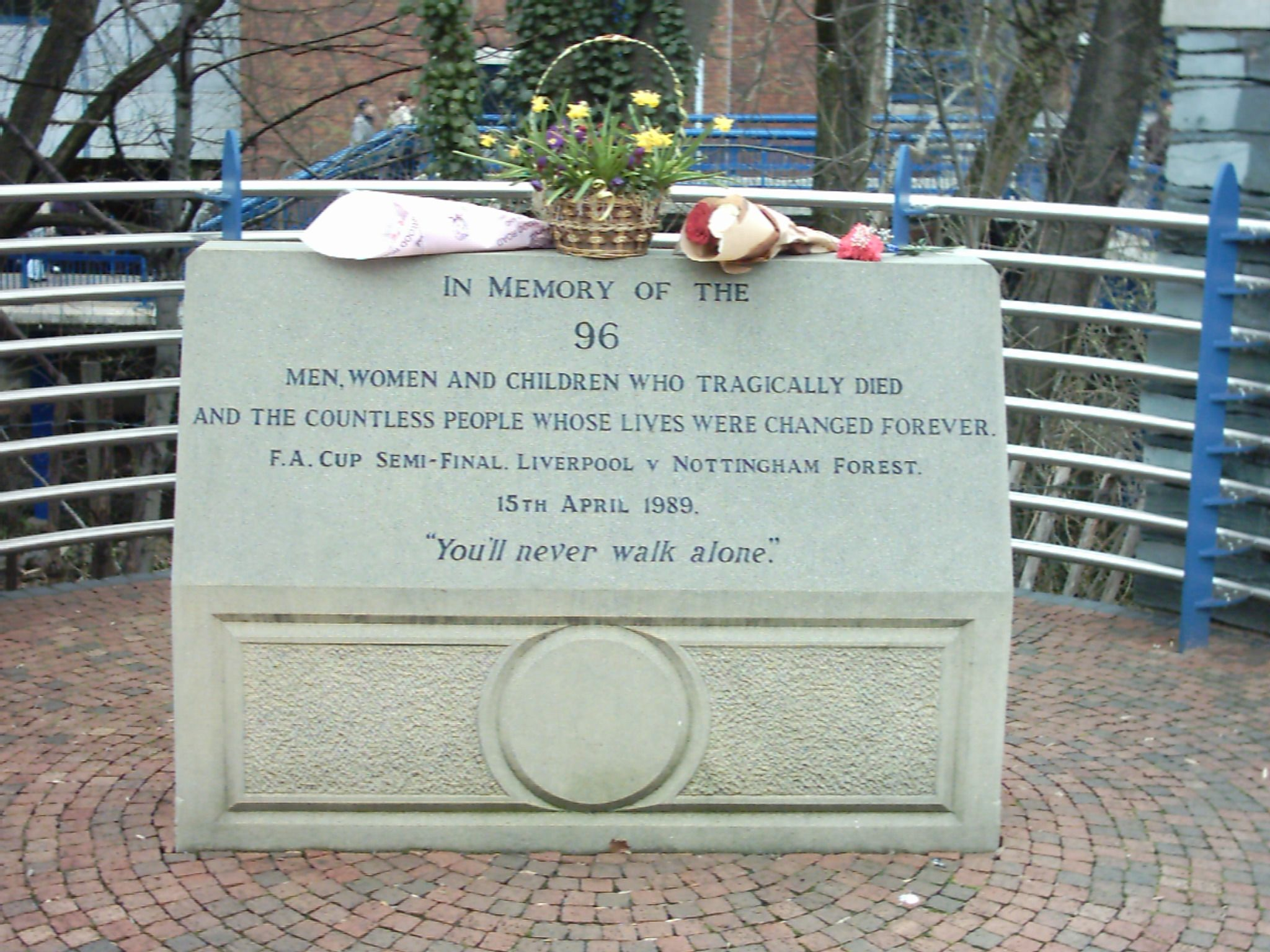
希斯堡球場外的受難者紀念碑

1985年利物浦再次進入歐洲冠軍球會盃的決賽，在海塞尔球場對戰祖雲達斯。但在距離原定比賽開始時間還有半小時，在利物浦球迷區的球迷開始鬧事，甚至縱火，防暴警察衝入欲制止暴徒，有些球迷為逃避追捕，災難發生了。利物浦球迷破壞了阻隔雙方球迷的圍欄並挑釁祖雲達斯的球迷，最後引致牆壁倒塌壓死39個球迷，大部分是意大利人。
後來比賽仍不受注意地繼續，最終利物浦以0-1敗陣。結果英格蘭球會被禁止參加5年歐洲賽事（利物浦停賽10年，但最後改為6年），14名利物浦球迷被控誤殺。這個事件稱為海塞尔慘劇，乔·费根因此執教僅一季就辭職了。
1985年5月，已經成為利物浦球迷心目中最偉大球員「國王」肯尼·达格利什成為利物浦史上首位兼任球員的領隊。他在位時，再為利物浦奪得3個聯賽冠軍（1985-86賽季第十六冠、1987-88賽季第十七冠及1989-90賽季第十八冠）、兩次足總盃並在1986年成為雙冠王。
但是，利物浦的成功卻因為希斯堡慘劇而留下陰影。在1989年4月15日，當利物浦在足總盃準決賽與諾定咸森林對賽時，過百名利物浦球迷被壓在圍欄上，94名球迷即日死亡，第95名死者留醫4日後傷重不治，第96名死者則在昏迷4年後去世。
在希斯堡慘劇後，政府開始檢討球場安全，泰萊報告（Taylor Report）立例要求所有甲級聯賽球場都要定為全坐席。報告稱災難發生的最大原因是因為警察未能控制太過擠迫的場面。2014年英國與威爾斯法院宣布重新調查，2016年公布調查結果確認該事件為警方的過失。

### 英超成立初期（1991年－2004年）
1991年桑拿士成為新領隊，隔年英格蘭超級聯賽成立取代了英格蘭甲級聯賽，由於隊中拉什、達格利什等球星相繼退役，利物浦實力大不如前。除了在1992年足總盃勝出，桑拿士在位時期並不成功，在1994年足總盃被布里斯托城淘汰出局後，伊雲斯接替了他的職位。在伊雲斯的5年任期內，將過往球隊賴以成功的傳球走位（pass & move）戰術重新注入隊中，並重用新星麥馬拿文、科利摩爾、「上帝」福勒以及雷德克纳普，令球隊成績有一點進步，但仍未曾高過第三位，只贏過1995年的聯賽盃。前法國國家隊教練烏利耶於1998-99賽季加入利物浦與伊雲斯一起執教，然而雙領隊制度並未顯現任何奇效，最終伊雲斯在1998年11月辭職。
身為利物浦首名外籍領隊的烏利耶加速了利物浦的國際化，不再偏好於英國出身的球員而大量引入外籍球員，並注重飲食及健身等科學化訓練，這些對利物浦的後來發展有著長遠的影響。2000–01賽季是利物浦很多年來的最好賽季，俱樂部於這個時間點培訓出未來幾年的正副隊長謝拉特與加歷查，同時也在新一代英格蘭金童主將奧雲的衝刺下，贏下了足總盃、聯賽盃及歐洲足協盃三項盃賽冠軍，隔季再奪英格蘭慈善盾與歐洲超級盃，2001年共計收穫5個盃賽錦標。上述三位不僅是本年代利物浦青訓系統最出色的塊寶，更是紅軍在此段時期最知名的象徵人物。
侯利亞在2002年受到心臟病的困擾，並因心臟手術而由助教湯普森暫代他的職位（2001.10－2002.2），利物浦仍然在2002年奪得亞軍。外界認為利物浦好像已經重新振作了，但侯利亞只能在任期內再取得一次冠軍——2003年的聯賽盃，決賽中以2-0擊敗死敵曼聯奪魁。不久，利物浦的支持者開始愈來愈焦急，最終侯利亞在2003-04賽季後與利物浦解除合約。

### 再奪歐冠冠軍（2004年－2007年）
2004年6月16日利物浦宣佈時任西班牙籍華倫西亞教練贝尼特斯為新領隊，賓尼迪斯上任後陸續引進許多的西班牙系球員以增強球隊的實力，前後多達十餘位，其中較出色的有連拿、路易斯·加西亞、艾比路亞以及沙比·阿朗素。此策略使紅軍的整體技術水平有顯著提升，但首季聯賽排名僅列位第5。
然而，利物浦在2004年至2005年歐洲聯賽冠軍盃決賽中擊敗AC米蘭，再度登上了歐洲的頂峰。前半場AC米蘭以3-0領先，但後半場利物浦在幾近絕望的形勢下，6分鐘內連入3球追和，並最後於點球大戰中完成大逆轉，捧起了隊史上第五座歐冠冠軍（亦成為歐洲足協「永久保存獎杯」條例取消前最後一隊「封杯」的球隊），該晚後來又稱作「伊斯坦堡之夜」。

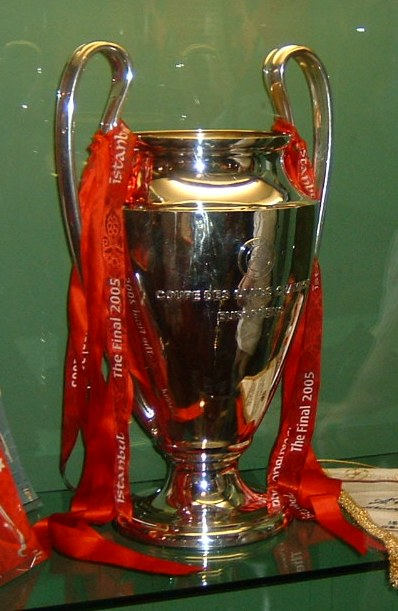
歐洲冠軍俱樂部盃真品，目前存放在利物浦俱樂部博物館

利物浦雖然贏得歐冠冠軍，但未能透過本土聯賽取得來屆歐聯資格；最後促成歐洲足協修例預留歐聯分組賽席位予衛冕球隊，而利物浦來屆則須由首圈外圍賽踢起。在05-06賽季，利物浦以82分排在聯賽第三名，只在91分的車路士及83分的曼聯之下。
而足總盃中，在中立場奧脫福球場以2-1擊敗車路士，打入決賽，2006年5月13日利物浦以互射十二碼擊敗韋斯咸，捧得球會歷史上的第7座足總盃。在2006年英格蘭社區盾賽事中，利物浦將謝拉特及沙比·阿朗素等主將先放在後備席，結果卻爆冷以2-1戰勝賽前表明派遣副選，最終卻全力出擊的車路士。利物浦第15次捧走社區盾，而車路士則再次在盃賽敗於利物浦腳下。
在2006-07年賽季中利物浦因為季初表現強差人意，聯賽積分被曼聯及車路士大幅拋離，但紅軍在歐洲冠軍聯賽裡的表現卻依舊天差地別。他們繼05年後再次在準決賽擊敗車路士，三年內兩度晉身決賽，而決賽對手跟05年5奪歐冠盃時一樣，也是AC米蘭。本場決賽中利物浦攻勢佔優，但AC米蘭由菲利普·因扎吉先後轟入兩球，雖由新購的荷蘭射手德克·庫伊特在補時中追回一分，但利物浦無法重演05年歐冠盃決賽反勝AC米蘭的美夢。

### 兩度球隊易主（2007年－2012年）
2007年，美國大亨喬治·吉列及湯姆·希克斯以4億7000萬英鎊的價格收購利物浦，使紅軍成為繼曼聯及阿斯頓維拉後第三間被美國富商收購的英超足球俱樂部。緊接著的是馬德里體育會隊長「聖嬰」費蘭度·托利斯來投，其之新來乍到便旋即打破了英超新援處子賽季進球紀錄，迅速成為了紅軍的新英雄，球隊整體實力也以此再度提升。
在2008-09賽季中，紅軍在聯賽中猛進，直至賽季過半時已佔據了大半時間的榜首位置，大有希望奪得英超冠軍，唯賽季後半段後繼不力，屢屢出現平局，遭死敵曼聯逆轉形勢，最終只得以4分之差屈居亞軍。另一方面，利物浦在07-08賽季與08-09賽季分別擊敗了國際米蘭、阿森納、皇家馬德里等歐洲豪強，殺入淘汰賽四強及八強，但都遭到車路士淘汰。
2009-10賽季，利物浦出售了戰術核心球員沙比·阿朗素，此被視為紅軍在之後戰績一潰千里的開端。由於球隊並未找到可以填補阿隆索在比賽中作用的球員造成重建失敗，聯賽戰績因此一蹶不振，最終排名為第七而無法參加下屆歐冠。當屆歐冠甚至不能進入淘汰賽，末了只能以歐霸四強作收，國內盃賽無一取得，創下俱樂部近十餘年來的最差成績。季末之時，球隊的成績與財政皆低落到令人難以接受，使得兩位美國老闆決定出售俱樂部，其在位期間不過三年多。

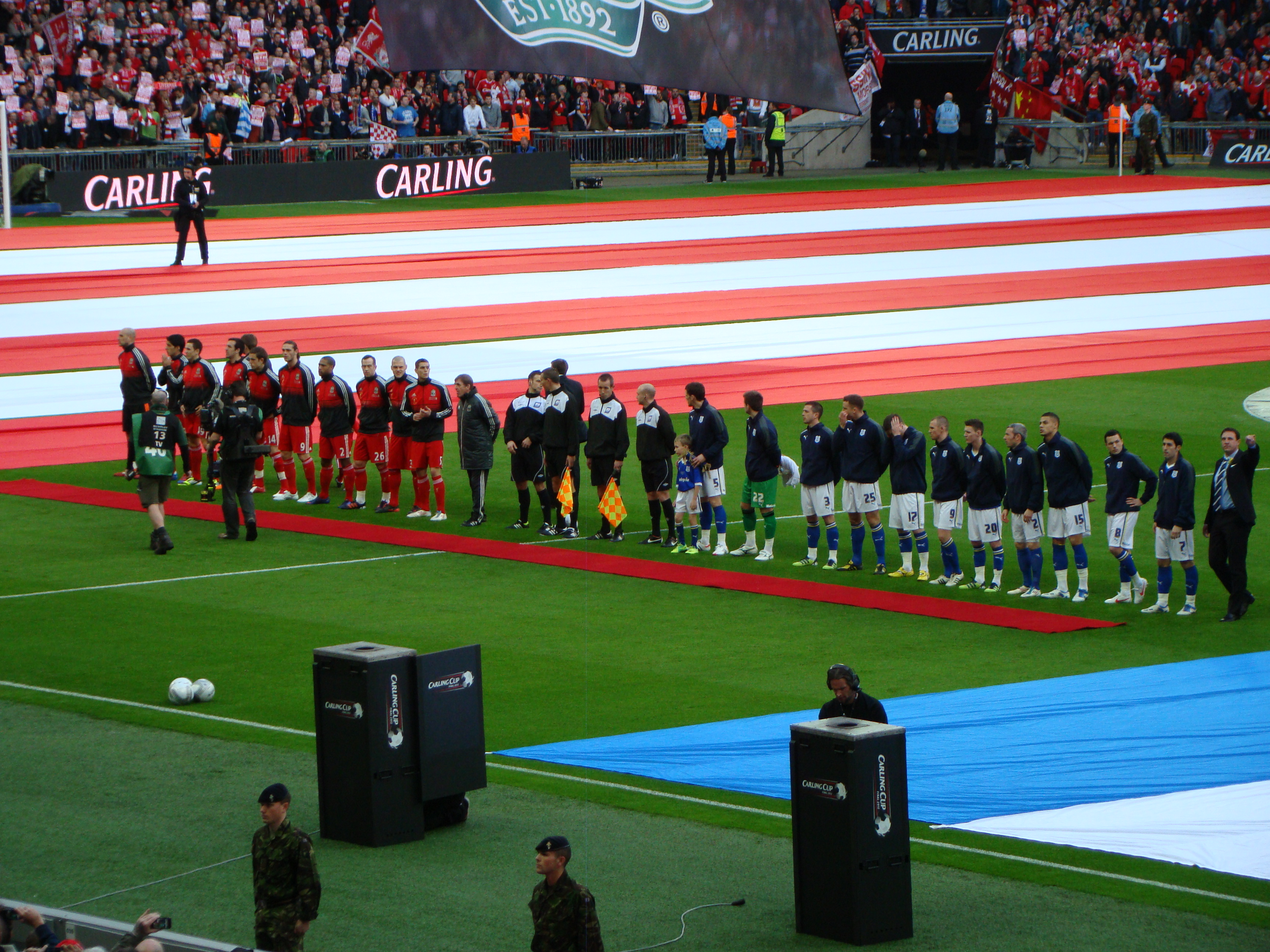
2012年在新溫布利球場舉行的英格蘭聯賽盃決賽，利物浦與卡迪夫城的球員列隊

2010年，主教練賓尼迪斯離去，羅伊·霍奇森前來接替了他的位置，新賽季球隊戰績不升反跌，一度在降級區徘徊。新主帥的戰術不僅遭到不滿球員的批評，其不恰當的發言也使得球迷對他極為反感，特別是在球隊成績始終無法振作的情況下。10月16日，新英格蘭體育企業（NESV）以3億英鎊完成球隊的再度易主，約翰·亨利成為了利物浦的新一代美國老闆。不久，眾望所歸的紅軍名宿「國王」堅尼·杜格利殊再度出任紅軍的臨時主教練，球隊成績開始止停回升。
同賽季冬季轉會期，當家射手托雷斯突然求去，以破英超轉會身價與世界足壇冬季轉會身價的五千萬英鎊轉投切爾西。但俱樂部在此先已補進了荷甲金靴、一代鬼才「神槍手」路易斯·蘇亞雷斯，所以托雷斯的離去並沒有對球隊實力造成太大影響。在國王肯尼的領導下，利物浦於賽季後半總算回復其應有的水準接連取勝，但因季初失分太多以至於以第六名的成績結束賽季，且無緣下賽季的任何歐洲賽事。
2011-12賽季初始，球隊將達格利什從臨時主教練扶正為正式主教練，簽約三年，並予其豪擲數千萬磅收購球員。然而於聯賽的成績上卻未表現出與龐大投入相對的應有回報，始終無法向前四名發出有力衝擊，並有著兩次三連敗的羞辱。但在另一方面，紅軍卻於近年表現不佳的足總盃與聯賽盃這兩個國內雙盃中大放異彩，分別都闖進了決賽。
2012年2月26日，利物浦在温布利球场以在点球戰中以5-4战胜卡迪夫城，赢得联赛杯冠军。这是利物浦自2006年来夺得的首个冠军，終結了五年多的冠軍荒，取得了下一屆歐足協歐洲聯賽的入場券，同時這也是利物浦在新溫布利球場中首次奪得冠軍。5月5日足總盃決賽，利物浦1-2戰敗車路士，無緣國內雙盃王。季末，利物浦在聯賽積分榜上以52分的積分排名第八，與榜首曼城89分積分差距高達37分。
2012年5月16日，前身為新英格蘭體育企業（NESV）的芬威體育集團（FSG）宣布與達格利什解約。

### 傳奇隊長謝幕（2012年－2015年）

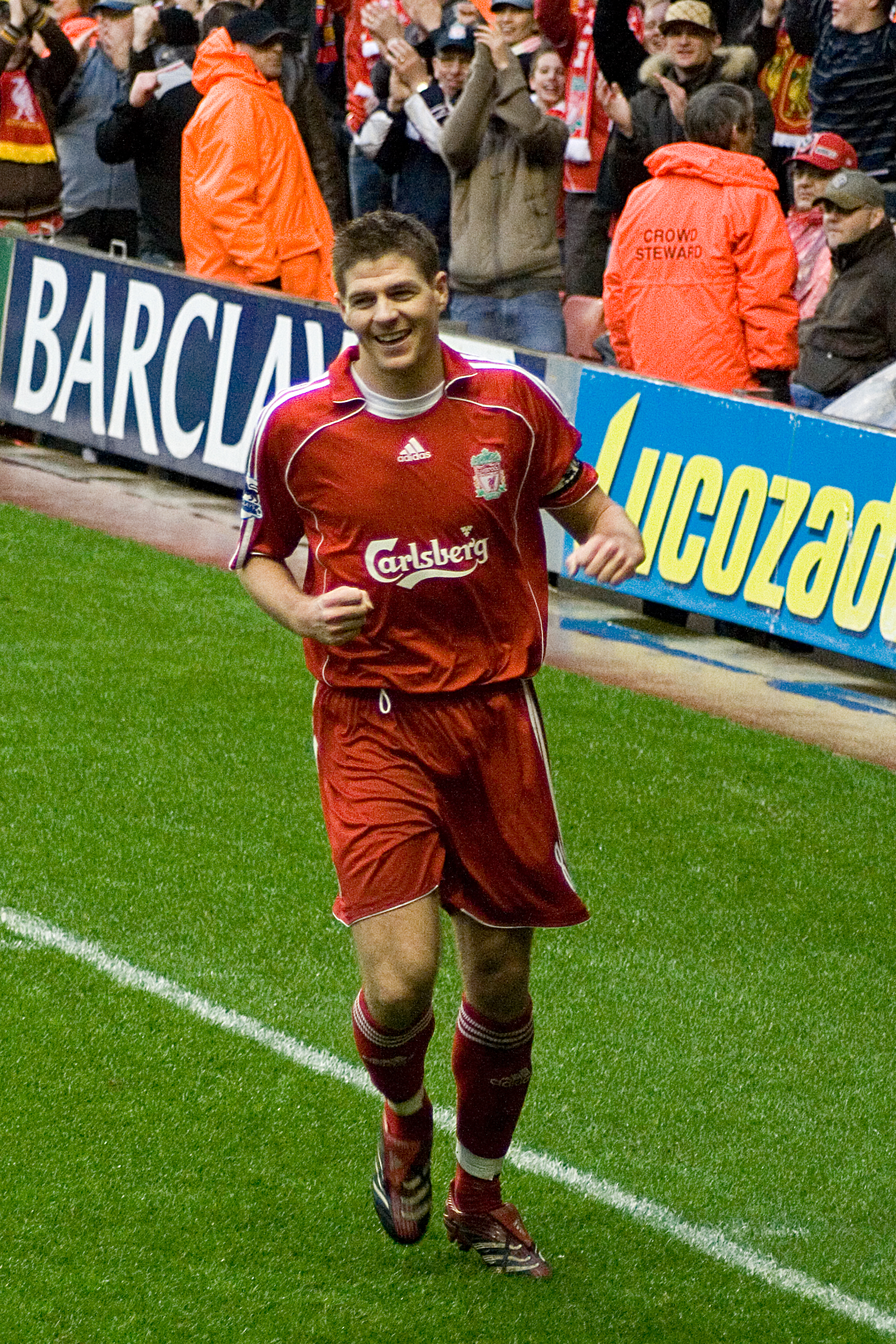
利物浦青訓出身的杰拉德為俱樂部效力長達十七年，其中肩揹隊長袖標十二年

2012年6月1日，利物浦與達格利什解約後邀請當時39歲的斯旺西城少帥布蘭登·羅渣士擔任領隊，在羅渣士執掌的首季（2012-13賽季），利物浦只取得聯賽第七名，兩項本土盃賽及歐霸盃都早早被淘汰，以至利物浦未能取得來年任何歐洲賽事的參賽資格。
2013年5月19日，為利物浦效力長達十七年的副隊長卡拉格在安菲爾德球場完成該賽季最後一場比賽後結束職業球員生涯，其737場上陣在俱樂部歷史排名第二。
2013-14賽季，利物浦在蘇亞雷斯（31顆進球，該季射手榜排第一）和史杜歷治（21顆進球，該季射手榜排第二）這兩名前鋒的「SAS組合」爆發之下，全季取得當屆英超第二高的101個聯賽入球，並有著聯賽11場連勝的佳績，很有機會在該季取得首個英超冠軍。但利物浦在最後三輪接連失分被曼城反超，結局只取得英超亞軍，重演2008-09賽季的惡夢。當家神射手蘇亞雷斯在2014年世界盃後，以破利物浦隊史轉出價紀錄的6498萬鎊轉投巴塞隆納。
2014-15赛季利物浦重返闊別5年的歐冠，不過失去蘇亞雷斯的利物浦實力大幅衰退，在分組賽主客場皆敗給皇家馬德里以及作客被瑞士球隊巴塞爾擊敗，只能以小組賽第三名轉戰歐霸盃後旋即遭貝西克塔什淘汰，國內兩盃賽皆於四強賽出局，聯賽以第六名坐收。
2015年5月16日，為利物浦效力長達十七年的隊長杰拉德在安菲爾德球場完成該賽季最後一場比賽後離開俱樂部，前往美國職業足球大聯盟的洛杉磯銀河散發職業球員生涯餘熱，其710場上陣在俱樂部歷史排名第三。

### 克洛普时代，脫胎換骨（2015年－2024年）

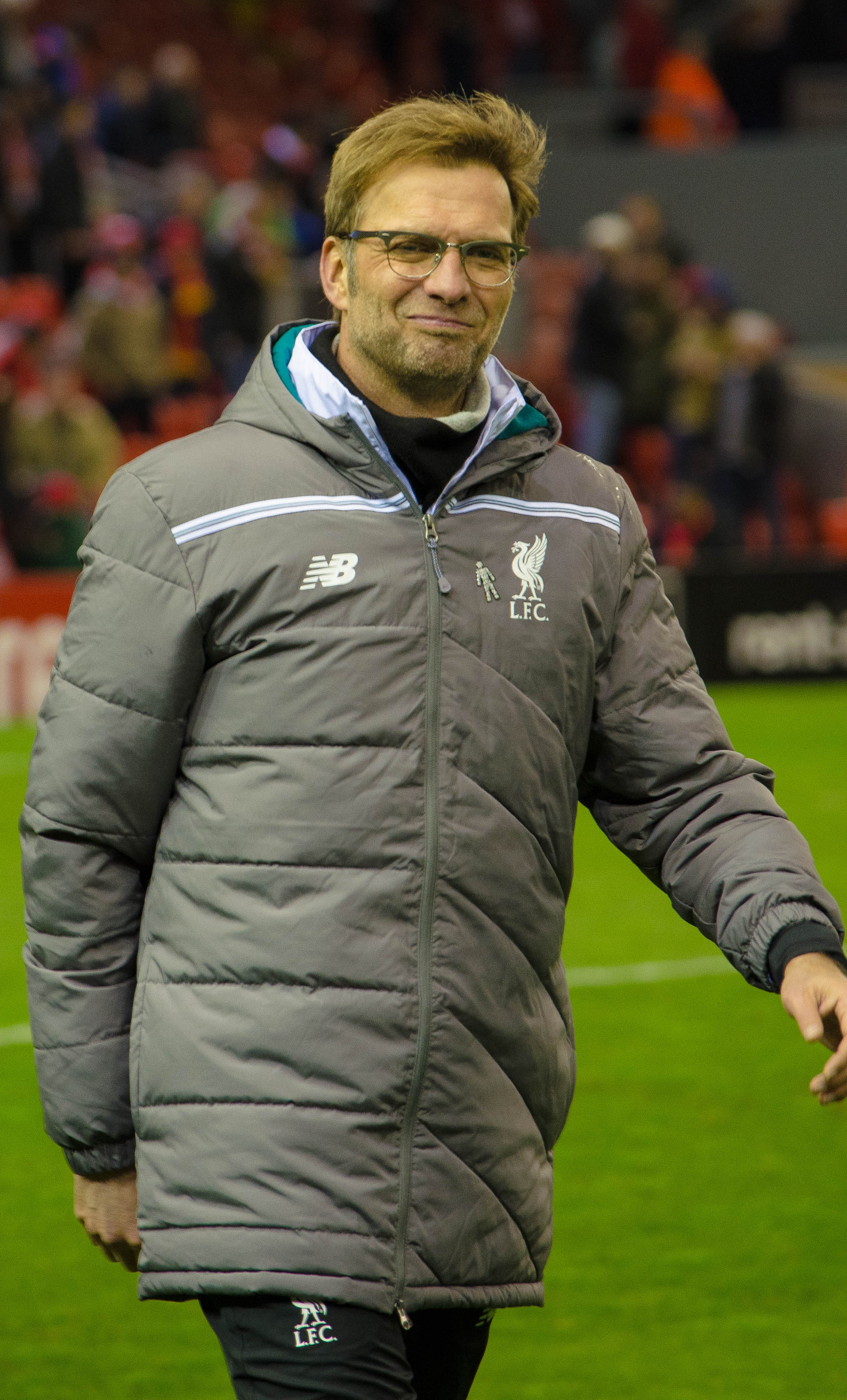
尤爾根·克洛普曾帶領利物浦征戰9個賽季

#### 2015-16賽季
經過2014-15賽季的慘淡失敗，外界以為利物浦會在2015-16新賽季開始前更換領隊，但最終新球季開始時球會繼續由羅渣士領軍。然而利物浦在季初表現持續低迷，因此球迷要求利物浦更換領隊的聲浪越來越高。2015年10月4日，利物浦被同市宿敵愛華頓1-1迫和，聯賽排名為第10名，俱樂部於比賽後宣佈解僱羅渣士。
2015年10月8日，利物浦宣佈聘任前多蒙特領隊祖根·高普為利物浦新任領隊。高普到任後，將全場緊迫及快速反擊的踢法引入利物浦，首場領軍的聯賽作客以0-0打和熱刺，之後作客大勝上屆聯賽冠軍車路士及亞軍曼城，一度令人認為利物浦有力挑戰聯賽錦標。可惜利物浦之後的表現不穩，不時在弱隊身上失分，季尾更因要集中應付歐洲聯賽比賽而在聯賽留力，最終只以聯賽第8名完成賽季。國內盃賽的聯賽盃闖入了決賽，卻在互射十二碼敗給曼城屈居亞軍。
利物浦於這季主力賽事歐洲聯賽兩勝四平小組賽第一出線，淘汰賽階段接連擊敗曼聯、多蒙特及維拉里爾等強敵殺入決賽，冀求獲得冠軍身分參加下季的歐冠，但決賽以1-3不敵西維爾，因此自2012-13年賽季之後再次無緣歐洲賽事。

#### 2016-17賽季
2016-17年度球季的利物浦因沒有參與歐洲賽事，故集中在聯賽爭取前列成績，但表現卻非常不穩定。利物浦面對聯賽榜前七名的球隊的比賽全部保持不敗，更主客兩場「雙殺」阿仙奴及愛華頓，及作客擊敗車路士，與前七名球隊的對賽成績比當屆聯賽冠軍的車路士還要好。但利物浦對著下游球隊卻經常失分，曾敗於五支中下游球隊，使得最終排名懸念一直留到了最後一輪。聯賽第三十八輪利物浦3-0戰勝已確定要降級的米德尔斯堡，以一分之差力壓阿仙奴保住聯賽第四位，並取得來屆參加歐冠資格賽的資格。

#### 2017-18賽季
2017-18賽季起始，利物浦於歐冠資格賽主客場雙殺霍芬海姆，成功進入小組賽賽事。本賽季夏季轉會窗埃及邊鋒「法老」沙拿來投，與文尼及費明奴組成無堅不摧的三叉戟；冬季轉會窗刷新世界後衛最高轉會費紀錄的荷蘭中後衛范戴克跟著報到，加上蘇格蘭左後衛羅拔臣超乎預期的表現，攻守質量同時增加使得球隊實力更上一層樓。
雖然最後利物浦在競爭激烈的英超只取得第四名成績，但在歐冠賽場上卻不斷力克強敵前進，甚至在八強淘汰賽主客兩場「雙殺」當屆英超冠軍曼城，終究睽違11年後再度進入歐冠決賽對決衛冕冠軍皇家馬德里。惟可惜決賽中球隊主力得分手沙拿在上半場一次與皇馬隊長拉莫斯的爭搶中不幸受傷下場，以及己方門將卡利奧斯出現兩次低級失誤，最終以1-3不敵對手結束了本賽季。

#### 2018-19賽季
由於利物浦上賽季離冠軍僅一步之遙，故在季前砸下重資引援巴西後腰法賓奴、畿內亞中場基達、瑞士翼鋒沙基利和巴西龍門艾利臣，期望能補足奪冠最後一塊拼圖。在球員陣容進一步增強之下，俱樂部在季初取得聯賽六連勝及在歐聯分組賽中險勝巴黎聖日耳門，取得開季在各項賽事七連勝的紀錄，為創會126年來首次。利物浦和曼城、車路士都在季初保持不敗金身，但只有利物浦能夠在完成首循環十九場聯賽仍保持不敗，以16勝3和的成績完成，一度領先第二位的曼城7分。
利物浦整季聯賽只有在次循環作客曼城時吞下唯一敗仗，但在次循環聯賽利物浦出現4場和局，讓曼城以1分反先。最後9輪紅軍和藍月亮展開激烈攻防，並取得破俱樂部英超紀錄的97分，不過最終還是不敵最後十四場聯賽全勝的曼城，以一分之差屈居聯賽次席，但刷新五大聯賽紀錄成為目前史上最高分亞軍。
歐冠方面，利物浦在分組賽中最後一仗以1-0險勝拿玻里，憑較多入球壓倒同分的對手取得小組次名晉級歐聯16強，並先後在淘汰賽階段接連淘汰了拜仁慕尼黑、波圖，成功闖進歐冠四強。雖然利物浦在四強首回合作客以0-3大敗予巴塞隆拿，但次回合背水一戰成功以4–0逆轉淘汰對手，得以晉級決賽。最終利物浦在2019年6月1日於西班牙万达大都会球场舉行的決賽以2-0擊敗同樣來自英超的热刺，时隔14年再次赢得欧冠冠军，也是队史第6个欧冠冠军。

#### 2019-20賽季
利物浦的该賽季首場比賽，2019年8月4日的英格蘭社區盾與曼城90分鐘賽和1-1，於互射十二碼以4-5敗給對方。
2019年8月14日，利物浦以去年球季歐冠冠軍身分在歐洲超級盃面對去年球季歐霸盃冠軍車路士。加時賽過後，兩隊以2-2打成平手。互射十二碼階段，利物浦憑新加盟的門將撲出對方前鋒的十二碼，以總比數7-6（加時賽2-2，互射十二碼5-4）勝出，取得今季首個錦標。
由於去年球季贏得歐冠冠軍，利物浦本季亦以歐洲冠軍的身份，獲得的參賽資格，並由於賽事賽制的關係直入四強。四強階段，利物浦以2-1淘汰中北美洲及加勒比海代表、墨超的蒙特雷進入決賽。其後，在決賽憑費明奴的入球，加時以1-0擊敗南美洲代表、巴甲的，奪得2019年的世冠盃。至此，連同夏天拿下的歐冠及歐洲超級盃，利物浦於2019年完成了「國際賽三冠王」的成就。可惜利物浦在2019/20年度歐冠比賽，利物浦在小組賽出線十六強賽後，被馬德里體育會淘汰，衛冕失敗。
利物浦本季英超於首循環賽事取得18勝1和的佳績，僅在客場被曼聯逼和而不能取得全勝。次循環利物浦進一步接連雙殺對賽球隊，包括熱刺、車路士和李斯特城等聯賽前列份子，並在主場2-0擊敗曼聯，取得在聯賽戰勝全部十九支球隊的佳績。利物浦在第27輪聯賽主場反勝韋斯咸，聯賽取得18場連勝，追平曼城在2017年創下的英超連勝紀錄，可惜利物浦於2020年2月29日第28輪聯賽作客下游球隊屈福特意外地以0-3落敗，無緣打破英超連勝紀錄，及未能成為繼兵工廠後第2支英超全季不敗球隊。
2020年3月中旬英超因為COVID-19疫情暫停比賽三個多月，聯賽於6月中旬重開後，利物浦先在第30輪聯賽作客賽和同市宿敵愛華頓0-0，接著在6月24日第31輪聯賽主場以4-0擊潰水晶宮。翌日，排聯賽榜第二位的曼城於第31輪聯賽以1-2不敵車路士，利物浦帶著23分巨幅領先奪得隊史上首座英超冠軍，也是时隔30年再夺英格兰顶级联赛冠军，提早7輪亦是英超歷史上最快奪冠紀錄。最終利物浦取得英超歷來第二高得分的99分完成本季聯賽。

#### 2020-21赛季
2020年8月29日，利物浦出战英格蘭社區盾。结果延续了去年的战绩，法定时间内1-1战平，点球大战中4-5败给上届足总杯冠军阿森纳。
本季利物浦引进了齐米卡斯、蒂亚戈和迪奥戈·若塔三位新援。2020年10月27日，在歐聯以2-0擊敗米迪蘭特中祖達射入了利物浦球會歷史上第一萬個入球。
季初利物浦雖在聯賽先後打敗阿仙奴和車路士兩支勁旅，但因受到主力球员大范围伤病及部分主力確診新冠肺炎（尤其是后防核心雲迪克因對愛華頓的聯賽受伤以至缺陣本季賽事）的影響，本屆利物浦表現反覆，首循環聯賽更以2-7慘敗給阿士東維拉。在十一月開始，利物浦在先後擊敗李斯特城及熱刺兩支前列分子，作客又以7-0大勝水晶宮，一度在榜首有四分的領先優勢。但在聖誕節過後，利物浦連續五場聯賽一場不勝更只攻入一球，更被中下游球隊般尼打破保持超過三年零八個月的聯賽主場不敗紀錄，在2021年1月下旬完成首循環十九場聯賽後，利物浦跌至聯賽榜第四位。同時，利物浦亦在英格蘭足總盃第四圈比賽，作客以2-3不敵曼聯出局。
踏入聯賽次循環，利物浦雖接連作客擊敗熱刺及韋斯咸，但接下來在主場連續敗給白禮頓、曼城、愛華頓、車路士等球隊，得到聯賽主場六連敗的球會記錄，加上作客敗給李斯特城，令球隊在2021年3月上旬完成二十八周聯賽後，排名跌至第八位。至2021年4月上旬，利物浦作客以3-0大勝阿仙奴，接著在主場以2-1擊敗阿士東維拉，終止聯賽主場連敗，聯賽排名開始回升。5月13日，利物浦作客以4-2擊敗曼聯，5月16日憑門將艾利臣於傷停補時第94分鐘棄門助攻的頭球入球以2-1反勝西布朗，聯賽排名回升至第五位，與第四位車路士的分差減少至一分。接下來利物浦在餘下兩場聯賽取得全勝，結果反壓車路士及李斯特城，取得本屆聯賽季軍，成功取得來屆歐聯參賽資格。
歐冠方面，利物浦在小组赛取得4胜1平1负的成绩，提前一轮便锁定小组头名出线。利物浦在十六強賽以總比數4-0擊敗萊比錫，晉級八強，但最後在半準決賽總比數1-3不敵皇家馬德里出局。

#### 2021-22赛季
本季开始前，利物浦签下了法国中后卫易卜拉希马·科纳泰，加上后防核心范戴克的伤愈归队令球队的後防線變得完整。英超前五轮，利物浦与榜首切尔西罕见地积分相同，利物浦仅因净胜球劣势落后于对方。赛季前半，利物浦先後以1-1賽和車路士和以2-2賽和上屆聯賽冠軍曼城，之後作客奧脫福球場以5-0大胜曼联，加速了曼联主教练索尔斯克亚下课的步伐，但利物浦也曾客场败給实力稍弱的西汉姆联和李斯特城。
利物浦在2022年1月3日在次循環聯賽再次與車路士賽和後，接下來取得聯賽十連勝，包括在補賽中作客以2-0擊敗阿仙奴，追至僅以一分落後榜首的曼城，暫列聯賽榜第二位，期間的冬季轉會窗還簽下哥伦比亚邊鋒路易斯·迪亚兹加強鋒線攻擊力。2022年4月10日，利物浦和曼城在次循環聯賽再以2-2賽和，兩隊繼續保持一分的差距。賽和曼城後，利物浦在次循環聯賽再以4-0大勝曼聯，單季主客兩場合共勝9-0，創下雙紅會歷來單季最大的比分差距。聯賽後段利物浦雖賽和熱刺1-1，但曼城亦賽和西汉姆联，以至在最後一輪聯賽舉行前利物浦仍只落後曼城一分。本季最後一輪聯賽，利物浦主場以3-1擊敗狼隊，但曼城在比賽最後十五分鐘連入三球，以3-2反勝由前利物浦球員謝拉特帶領的阿士東維拉，令利物浦只能屈居聯賽亞軍。
联赛杯方面，利物浦先後淘汰諾域治、李斯特城和阿仙奴三支英超球隊晉身決賽，与車路士会师决赛，上下半场及加时赛阶段双方的进球均被判无效，点球大战前10轮双方球员也都将皮球打进，进入门将互射阶段。利物浦门将凯莱赫将球射入上角，而替补上场的切尔西门将艾列沙巴拿加的射门却高出横梁，利物浦最终以11-10的总比分击败对手，时隔十年再次夺得此项锦标。
足總杯方面，利物浦淘汰英超的諾域治和英冠球隊諾定咸森林晉級四強，在準決賽以3-2擊敗曼城，十年來首次打入足總盃決賽，對手剛巧又是聯賽盃決賽的對手車路士。雙方繼聯賽盃決賽後，再次在足總盃決賽連加時120分鐘打成0-0，互射十二碼亦與聯賽盃決賽一樣須進入突然死亡階段，結果利物浦最後以6-5擊敗車路士，奪得足總盃冠軍。利物浦今屆在兩項本土盃賽都奪得冠軍。
欧冠方面，利物浦与马德里竞技、波尔图和AC米兰一起被分入B组，该小组也被媒体视为“死亡之组”。小组赛利物浦六战全胜，成为首个在欧冠小组赛阶段六场全胜的英格兰球队，并提前锁定小组第一出线。淘汰赛阶段，利物浦先后淘汰國際米蘭、本菲卡和比利亚雷亚尔，晉級决赛。决赛中，面对严防死守的皇家马德里，利物浦屡次打门却毫无建树，反被对方前锋维尼修斯攻入一球，最终以0-1告负，屈居亚军。
本赛季结束后，萨迪奥·马内、南野拓实、迪沃克·奥里吉、洛里斯·卡里乌斯等球员离队。

#### 2022-23赛季
赛季前，利物浦以创下队史纪录的转会费签下乌拉圭前锋達文·紐尼斯，稍后亦官宣了法比奧·卡華路和奇雲·藍斯的加盟。2022年7月30日，英格兰社区盾，利物浦以上赛季足总杯冠军身份再遇老对手暨上赛季联赛联赛冠军曼城，这次他们以3-1击败对手，时隔16年再夺社区盾。
不过利物浦联赛开局不利，前三轮比赛仅取得两和一负的战绩，其中第三轮聯賽面對死敵曼聯的『雙红会』，利物浦更在客场以1-2敗给首兩輪聯賽均敗陣的曼联。第四轮聯賽，利物浦主场迎战剛升班的般尼茅夫，结果以9-0的悬殊比分击败对手，取得赛季首胜的同时，也追平了英超历史最大比分记录。不久後，利物浦又在歐冠以7-1大勝格拉斯哥流浪。但利物浦本季表現持續不穩，主場能以1-0擊敗後來聯賽奪冠的曼城，但其後接連敗給諾定咸森林及列斯聯兩支當時排名榜尾的球隊。世界杯英超暫停前，利物浦接連擊敗熱刺和修咸頓，回升至聯賽榜第六位。但在2022年12月底英超恢復比賽後，受傷兵困擾的利物浦先後大敗給賓福特、白禮頓及狼隊三支聯賽中下游球隊，令利物浦的聯賽排名一度下跌至第十位，更在足總盃第四圈再次被白禮頓擊敗，宣告衛冕失敗。
至2023年2月中旬利物浦的傷兵情況改善，表現開始恢復，先後擊敗愛華頓、紐卡素和狼隊，接續先前的優勢，在3月5日面對死敵曼聯的『雙紅會』，利物浦在主場以7-0的歷史性比分擊敗曼聯，成為了史上與曼聯的最大分差，利物浦聯賽排名也回升至第五位。
但大勝曼聯後的利物浦在下一場對首循環曾大勝9-0的護級球隊般尼茅夫，卻以0-1落敗，之後又在聯賽以1-4大敗給曼城，和歐洲聯賽冠軍盃十六強賽以總比數2-6大敗給皇家馬德里出局，狀況非常飄忽。季尾利物物浦態回升，分別踢和榜首的阿仙奴及車路士，以及客場大勝列斯聯6-1。及後利物浦雖然於聯賽取得七連勝，但在37輪聯賽僅與阿士東維拉賽和，最終球隊只取得聯賽第五名，來季只可以於歐霸盃作賽。

#### 2023-24赛季
赛季初，利物浦迎来了麦卡利斯特、索博斯洛伊、赫拉芬贝赫、远藤航等新援加入。相較於2022-23，利物浦該季狀態明顯回歸，在英超與曼城﹑兵工廠形成三足鼎立之勢。
2024年1月26日，功勳總教練尤尔根·克洛普与利物浦达成协议，2023-24賽季結束時辭去俱樂部主帥一職。
2024年2月25日，英格兰联赛杯决赛，众多主力缺阵的利物浦对阵切尔西。双方法定时间内均未打入有效进球；加时赛尾声阶段，齐米卡斯助攻范戴克，后者头球破门，帮助利物浦1-0绝杀对手，夺得队史第十座联赛杯冠军。
利物浦上半季狀態理想，一度被看好能勇奪四冠，但下半程尾聲階段接連失分，率先退出英超爭霸，以季軍完賽；足總盃8強被曼聯淘汰；歐霸則於8強被義甲球隊亞特蘭大淘汰。

### 史洛時代（2024年－至今）

#### 2024-25赛季
2024年5月21日，利物浦官宣前费耶诺德主帅、荷兰人阿内·史洛接替克洛普，新赛季起担任球队主教练。赛季初利物浦与巴伦西亚门将乔治·马马达什维利达成协议，后者将于2025-26赛季前正式加盟利物浦，之后又从尤文图斯签下意大利边锋基耶萨；同时马蒂普、蒂亚戈等多名球员离队。

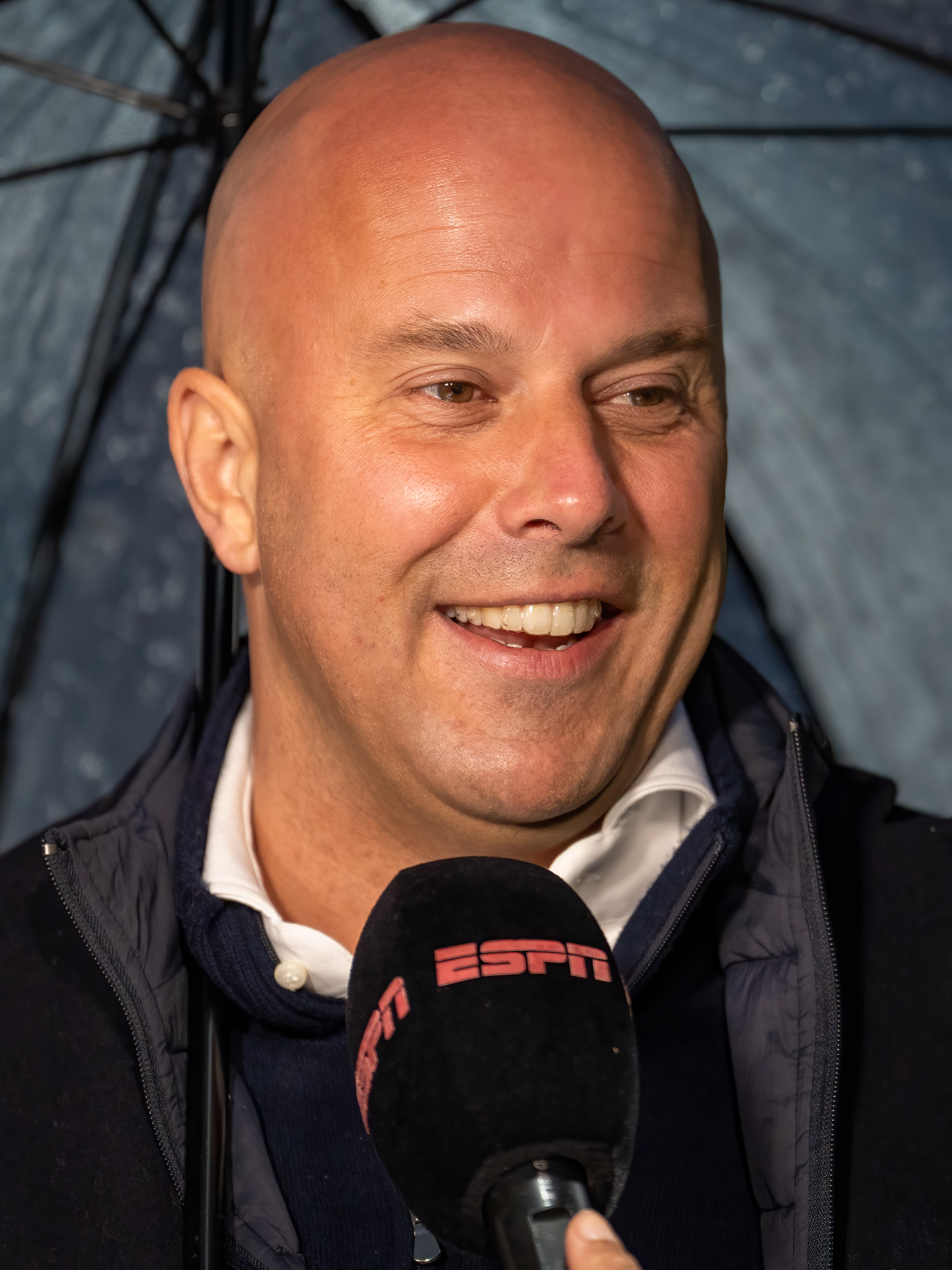
現任主教練阿爾內·斯洛特

斯洛特接手克洛普留下的班底，靠著謹慎的輪換和戰術，以及提升球員多功能性來彌補部分位置深度不足，球隊也在他的調養下再度打出生龍活虎的表現，對曼城和兵工廠產生巨大威脅。
利物浦英超開季三連勝，第四輪主場0-1不敵諾丁漢森林，自第五輪開始保持不敗走勢穩健積分。第九輪作客兵工廠2-2平手，第十輪主場2-1逆轉布萊頓，利物浦就此接下領頭羊的位置。第十三輪主場2-0擊退曼城後，利物浦雖在隨後兩輪作客紐卡索聯與主場對富勒姆都被逼和，不過仍與後方追兵維持一定程度差距。英超上半程戰畢，利物浦在少賽1場的情形下，領先第2名兵工廠6分。
英超進入下半程，利物浦開始失分，但因為兵工廠也跟著掉分，24輪戰畢仍維持6分領先。第十五輪補賽作客艾佛頓被2-2逼平、第二十九輪作客阿斯頓維拉提先進行又被2-2逼平，利物浦從少賽1場領先6分到多賽1場領先8分，爭冠懸念一度復活。但第26～29輪，兵工廠陷入4場5分的亂流，反而利物浦狀態回穩重新拉開分差。期間利物浦分別宣佈與沙拿及隊長雲迪克續約2年，無疑更穩定利物浦軍心。不過直至33輪打完，利物浦領先第2名阿仙奴13分，但阿仙奴在34輪只能以2:2賽和水晶宮得67分，反觀利物浦在此輪先輸一球下，靠迪亞斯、麥卡里士打、加普及沙拿各入一球，加上對方烏龍球，終以5:1主場大勝熱刺，以15分之差，提早4輪宣告第二次登頂英超，除了相隔5年再次奪得英超冠軍之外，睽違35年首次「與民同樂」的頂級聯賽奪冠亦令晏菲路球場氣氛達至沸點，並且追平死敵曼聯的20次頂級聯賽冠軍紀錄。
英超最終輪，利物浦主場迎戰新科英足盃冠軍水晶宮。賽前安排水晶宮先列隊致敬利物浦後再接受利物浦列隊致敬。這場社區盾前哨戰最後1-1握手言和，利物浦以84分完賽。斯洛特和范戴克分別成為史上第一位荷蘭籍英超冠軍主帥和隊長。
合約年效應下，沙拿在英超斬獲29進球18助攻拿下聯賽金靴與助攻王，范戴克則穩健統轄後防線，兩名大將雙雙獲得兩年高薪續約。
歐冠方面，利物浦於聯賽階段抽到了皇馬、RB萊比錫、AC米蘭、勒沃庫森等強硬的對手，並且與英超比賽交織成極為艱鉅的地獄賽程，但沒想到紅軍關關難過關關過，勇奪7連勝並提前2輪鎖定前8名與16強資格，提前一轮锁定前2名，即便最終輪刻意大輪換輸給PSV恩荷芬，仍以7勝1敗之傲人戰績奪下聯賽階段榜首。没想到16強抽到如日中天的巴黎聖日耳曼，第一回合虽客場1-0逆袭，但第二回合主場0-1被拖进PK大戰，以1-4出局。
聯賽盃方面，利物浦4年來第3次打入決賽，但最終1-2不敵紐卡索聯；足總盃32強作客英冠普利茅斯大爆冷門被淘汰。

#### 2025-26賽季
利物浦在這個夏轉窗人員異動及引援投入相當之大。引入方面，利物浦以创英国足球史纪录的纪录的转会费從勒沃庫森挖來前腰弗洛里安·维尔茨，此外原属勒沃库森的右後衛杰里米·弗林蓬也被收入麾下，还從法蘭克福簽下前鋒雨果·埃基蒂克，從伯恩茅斯挖來左後衛凱爾凱茲·米洛什。
離隊方面，二號門將基温·凯莱赫因喬治·馬馬達什維利歸隊而失去位置，轉投一門開缺的布倫特福德；後衛賈雷爾·匡薩轉戰勒沃庫森；“太子”阿諾德以自由身加盟皇馬，後者為了將他帶到新世俱杯還補貼一筆轉會費；達爾文·努涅斯遠走沙烏地阿拉伯利雅德新月；路易斯·迪亞斯轉戰拜仁慕尼黑。
2025年7月3日，中锋迪奧戈·若塔在趕回俱樂部報到時遭逢致命車禍，与其弟安德烈·席尔瓦双双遇难。俱樂部之後決定退役若塔生前使用的20號球衣。
利物浦再度以英超衛冕軍之姿參加社區盾，正規時間和水晶宮戰成2-2，PK大戰2-3敗陣。

## 俱樂部文化

### 球衣
利物浦在絕大數時期都是以紅色作為其主場顏色，但在俱樂部剛成立時，由於資金緊絀，當時的俱樂部老闆兼安菲爾德球場擁有者約翰·霍丁決定採用球場上一任承租球隊—埃弗頓棄用的藍白球衣作為利物浦的新球衣，並且以這球衣參加了4個完整賽季，直至1895-96賽季結束。在接下來的1896-97賽季起，俱樂部將主場球衣改為紅色上衣和白色短褲。

直到1964年，當時的主帥比爾·辛奇利打算將短褲顏色改為與上衣相同的紅色，在與球員討論時發生了一段小插曲，造就日後全紅球衣的傳統。當時其中一位球員伊恩·聖約翰在其自傳寫有一段這樣的回憶:
|  | 他(辛奇利)認為這樣的色彩搭配會帶給對手有一種心理上的衝擊—紅色象徵著危險，紅色象徵著力量。有一天，他來到更衣室，把一條紅色短褲拋給羅恩·葉芝，說：「把這條短褲穿上去看看」，他看到羅恩穿上後，便說：「天哪，羅恩，你這配搭看起來有種很令人驚懼，可怕的氣質，看上去有七尺高似的呢」，此時我就提議：「老闆，既然開了個頭，那一不做，二不休，不如就連紅襪也穿上，索性將全身都染上紅色吧」，香克利贊同我的建議，一套標誌性的全紅球衣就此誕生了。 |

| 最初的主場球衣 · （1892-1896） | 其後的主場球衣 · （1896-1964） | 現今的主場球衣 · （1964年至今） |

利物浦的客場球衣有著各式各樣的設計。早期的客場球衣以白色為主，並以紅色作點綴。20世紀70年代，茵寶成為利物浦的球衣供應商，引入黃色客場球衣的設計，在此前的利物浦也曾經在個別場次以黃色球衣出賽，如1955-56年足總盃第三輪主場對阿克寧頓史丹利，1967-68賽季第一輪客場對阿森納。1980年代，利物浦的球衣改由愛迪達供應，球衣逐漸出現大膽設計。及後隨著球衣供應商的轉變，以及時尚潮流的推移，球衣的樣式和配色方案也變得越來越多樣化，除上述的白色和黃色外，也出現如灰色、綠色、黑色和米色等顏色配搭。第三球衣(或稱第二客場球衣)主要是為客場出戰的歐洲賽事而設計，但如果在國內的客場賽事中，出現我方客場球衣與主場球隊的球衣產生牴觸時，此時我方也會改為穿著第三球衣。
為悼念在希斯堡慘劇中罹難的97名球迷，球衣的背面上方印有97和長明火的圖案，以此銘記。現時利物浦的球衣由愛迪達負責設計及供應，雙方在2025年宣布達成新的長期合作夥伴關係，愛迪達再次成為利物浦的官方球衣合作夥伴，於2025年8月1日起實行。
| 年份       | 球衣供應商 | 胸前贊助商 | 袖口贊助商 |
| ---------- | ---------- | ---------- | ---------- |
| 1973–1979  | 茵寶       | 不適用     | 不適用     |
| 1979–1982  | 茵寶       | 日立       | 不適用     |
| 1982–1985  | 茵寶       | 皇冠油漆   | 不適用     |
| 1985–1988  | 愛迪達     | 皇冠油漆   | 不適用     |
| 1988–1992  | 愛迪達     | 金鼎電器   | 不適用     |
| 1992–1996  | 愛迪達     | 嘉士伯啤酒 | 不適用     |
| 1996–2006  | 銳步       | 嘉士伯啤酒 | 不適用     |
| 2006–2010  | 愛迪達     | 嘉士伯啤酒 | 不適用     |
| 2010–2012  | 愛迪達     | 渣打銀行   | 不適用     |
| 2012–2015  | 勇士體育   | 渣打銀行   | 不適用     |
| 2015–2017  | 紐巴倫     | 渣打銀行   | 不適用     |
| 2017–2020  | 紐巴倫     | 渣打銀行   | 西聯匯款   |
| 2020-2025  | 耐克       | 渣打銀行   | 智遊網     |
| 2025年至今 | 愛迪達     | 渣打銀行   | 智遊網     |

日立是利物浦隊史上首個球衣正面贊助商，雙方於1979年達成了一份為期三年的合同，其後分別與皇冠油漆、金鼎、嘉士伯和渣打銀行簽訂合作協議，其中與嘉士伯長達18年的合作夥伴關係曾經是英格蘭足球超級聯賽中持續時間最長的球衣正面贊助夥伴。官方球衣袖子贊助商為智遊網，雙方在2020年達成合作關係，接替先前的西聯匯款。另外，利物浦的官方訓練合作夥伴為安盛。

### 隊徽

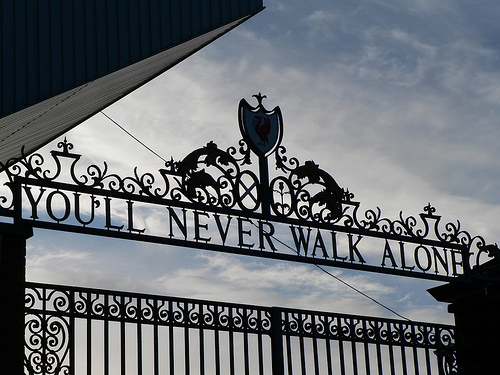
辛奇利閘門

現時的俱樂部的隊徽分為官方徽章和數位媒體徽章，兩者都會在俱樂部合作夥伴或與官方相關的所有數位行銷傳播活動和周邊產品上出現。
俱樂部自1892年成立以來，利物浦的城市象徵—利物鳥的身影便一直出現在隊徽上。俱樂部最初是參照利物浦的城市紋章製作成球隊的第一個隊徽。它中央是兩隻含著海藻的利物鳥，兩側分別是羅馬神涅普頓和希臘神特里同，上方寫有該城市的拉丁語座右銘：「Deus Nobis Haec Otia Fecit」(意思:上帝賜給了我們這樣的安逸)。
當前使用的官方徽章從1999年開始使用，它是俱樂部品牌的重要構成部分，亦是俱樂部最廣為人知的標誌，其承載著大眾對俱樂部歷史成就的認可。該設計以印有利物鳥及俱樂部名稱的盾徽為主體，上方圖案參照了辛奇利大門的設計，包括鐫刻在閘門上的花紋和俱樂部的精神格言「You'll Never Walk Alone」(你永遠不會獨行)，而花紋中央的兩個橢圓形圖案，左邊為象徴蘇格蘭的聖安德烈十字，右邊則為蘇格蘭國花—翼薊，兩者代表了利物浦與蘇格蘭之間深刻的淵源，以及向蘇格蘭籍的功勳教練比爾·辛奇利致敬；徽章兩側的火炬燃點著長明火，以悼念希爾斯堡慘劇中的受害者；下方為寫有「建立於(Established) 1892年」的緞帶，展示了俱樂部成立的時間。現時官方徽章主要在非數位領域上使用—包括安菲爾德球場、AXA安盛訓練中心、AXA安盛梅爾伍德訓練中心和俱樂部辦公室。
在2024-25賽季，俱樂部宣布在各種數位媒體平台上，包括賽事直播、社交媒體平台、官方網站、應用程式等，進一步採用具有悠久歷史的利物鳥徽章，以方便大眾清晰易讀。早在2012-13賽季起，該標誌已經率先應用到球衣隊徽上。該標誌的首次使用最早可追溯至1968年，直至1987年被更換。

### 隊歌
利物浦足球俱樂部的隊歌為《You'll Never Walk Alone》（你永遠不會獨行），由理查·羅傑斯作曲，奧斯卡·漢默斯坦二世作詞，是兩人創作的音樂劇《旋轉木馬》中的樂曲，發行於1945年。
1963年，利物浦當地的默西節拍樂隊Gerry and the Pacemakers推出了自己的翻唱版本，很快就風靡全國，迅速佔據英國單曲排行榜榜首4週，以及停留在榜上前十位10週。
當時的安菲爾德球場內設有唱片騎師，在比賽開始前會透過公共廣播系統播放英國單曲排行榜前10首熱門歌曲，這意味著Gerry and the Pacemakers版本的《You'll Never Walk Alone》進入排行榜前十位後不久，在1963年10月19日利物浦主場迎戰西布朗的比賽上首次出現在球場內廣播，而比爾·辛奇利最終在該賽季首次率領俱樂部贏得了聯賽冠軍，這首歌曲也逐漸被球迷所頌唱。在1965年利物浦對列斯聯的足總杯決賽上，該歌曲被看台上球迷高唱的畫面首次以錄影帶的形式出現在電視螢幕上，當時的比賽評述員Kenneth Wolstenholme將這首歌曲稱為「利物浦的標誌性旋律」("Liverpool's signature tune" )，最終利物浦以2-1擊敗列斯聯，首次奪得英格蘭足總盃冠軍，而《You'll Never Walk Alone》自此成為俱樂部「標誌性歌曲」，在每場主場比賽開始前及結束後，看台上的球迷都會唱起《You'll Never Walk Alone》。「You'll Never Walk Alone」這句短語也成為俱樂部的精神象徵，出現在辛奇利大門和官方隊徽上，與利物浦足球俱樂部永遠聯繫在一起。
值得一提的是，《You'll Never Walk Alone》已成為流行的足球頌歌之一，蘇格蘭球隊塞爾提克，德國球隊多特蒙德、美因茲、1860慕尼黑，荷蘭球隊費耶諾德、屯特，日本球隊東京FC等不同地區的球隊都將其用作隊歌或助威歌曲，但所使用的版本與利物浦有所差別。
此外，在每個賽季的看台上總會有一首具代表性的歌曲得到傳唱。如2004/05賽季，強尼·凱許的《Ring of Fire》在「伊斯坦堡之夜」被球迷高唱，隨後在利物浦球迷中流行起來；在經歷2014-15賽季的慘淡失敗，球迷以鮑勃·馬利與哭泣者樂隊的《Three Little Birds》迎接和伴隨尤爾根·克洛普執教的第一個賽季；在2017-18賽季中，由球迷創作，一直伴隨球隊追求歐洲賽事榮耀的《Allez Allez Allez》，當時是「紅軍」時隔11年來首次進入歐冠決賽，可惜最終1-3負於皇家馬德里。
另外，也會有球迷為隊內某一位球員或教練創作一些包含簡單節拍、口號或歌詞的球迷歌曲，來鼓舞自己的主隊和表達出對俱樂部的自豪感。

### 六賢旗
每逢利物浦主場比賽，安菲爾德的球迷看台上都會飄揚著一面歌詠俱樂部傳奇主帥的巨型鮮紅色旗幟。
為俱樂部做出巨大貢獻、帶回頂級聯賽冠軍或歐冠冠軍的主帥，其頭像都將獲得登上這面旗幟的資格。截至2023/24年賽季，這面旗幟共有6名利物浦傳奇主帥，香克利、皮士利、喬·費根、達格利什、貝尼特斯與克洛普的頭像組成，被球迷稱為「六賢旗」。而於2025/26賽季起，帶領球隊第二次贏聯賽冠軍的主帥史諾的頭像將會加入旗中。
香克利堪稱利物浦的奠基人，他將身處乙級聯賽的利物浦變成頂級聯賽冠軍，使利物浦完全蛻變成歐洲豪門球隊。
皮士利在執教利物浦9年的時間裡，曾帶領球隊奪得6次英甲冠軍，3次歐洲冠軍盃冠軍，1次歐洲聯盟盃冠軍，3次英格蘭聯賽盃冠軍，5次社區盾冠軍和1次歐洲超級盃冠軍。
喬費根1983年開始擔任利物浦主帥，在1984年率領利物浦奪得聯賽、冠軍盃和聯賽盃三冠王，不過在海瑟爾慘案後辭職。
達格利什在1985年開始在利物浦擔任球員兼教練，幫助利物浦奪得3次聯賽冠軍和2次足總盃冠軍。2011年達格利什再次擔任利物浦主帥，並在2012年率隊奪得聯賽盃冠軍。
貝尼特斯擔任利物浦主帥期間，曾率隊獲得4個冠軍（足總盃、社區盾、歐冠和歐洲超級盃）而那次歐冠冠軍，正是足球史上最著名的伊斯坦堡奇蹟。
克洛普擔任利物浦主帥期間，曾率隊獲得8個冠軍（1個歐冠、1個歐洲超級盃、1個俱樂部世界盃、1個英超、1個足總盃、1個社區盾與2個聯賽盃）以隊史第6座歐冠與終結利物浦30年聯賽冠軍荒登上這面旗幟。
史諾擔任利物浦主帥期間，於2024/25球季率領球隊奪得球會第二個聯賽冠軍，更是隊史上首位上任首季即贏聯賽冠軍的主帥。

## 球會主場

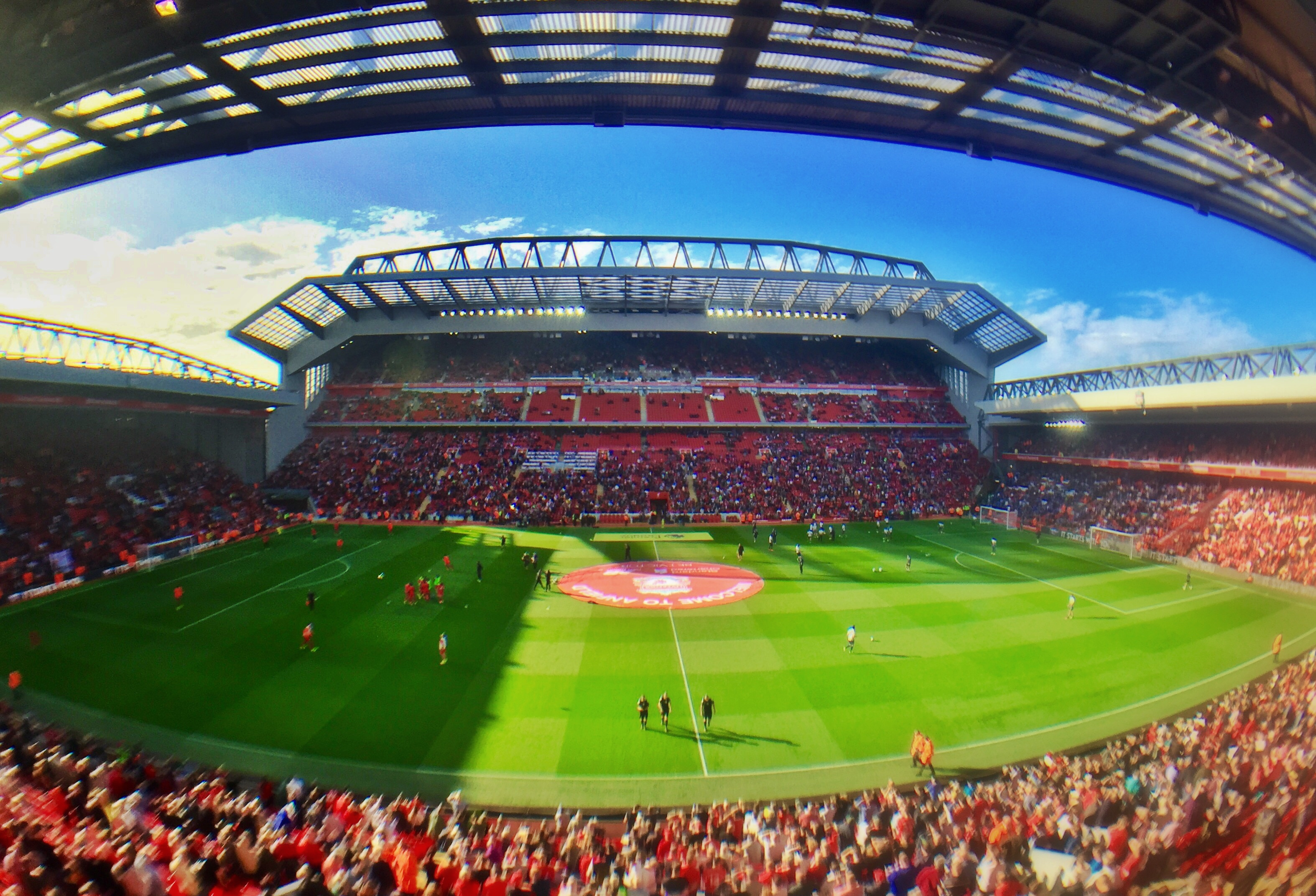
安菲爾德球場

安菲爾德球場（Anfield Stadium）建於1884年，原為利物浦同城的埃弗顿主場球場，但因租金爭議埃弗顿在1892年遷往附近新建的。晏菲路的業主約翰·賀定另外成立了一支球隊，這就是以安菲爾德球場為基地的利物浦足球俱樂部。於是，兩支球隊成為傳統死敵，分別在英格蘭足球歷史上發光發熱。
安菲爾德球場在許多球場氣氛評鑑的比較中總是被選做第一，球場標語「This is Anfield」便可見其氣勢非凡。
進入21世紀後，由於安菲爾德只能容納45,522人，對球隊的商業發展是種侷限，且擴建難度太大，於是俱樂部打算興建另一個新球場，位置便訂於在安菲爾德旁邊的斯坦利公園。但後來俱樂部的連續兩任老闆都無法擁有足夠資金以完成新球場，最終俱樂部來到了現任球隊擁有者芬威體育集團手上，決定永久性的取消新球場興建計畫，排除萬難將安菲爾德擴建到60,000座。至2024年中安菲爾德球場可容納61,276人。

## 俱樂部成就
利物浦在英格蘭頂級聯賽歷史累計積分為榜首，於各項賽事奪取68座冠軍獎盃亦是英格蘭足球俱樂部的之冠。
利物浦在IFFHS彙編二十世紀歐洲足球俱樂部前兩百大內排名第8，名列國際足總二十世紀最佳球會當中，也曾為已解散的G-14創始成員。
利物浦乃為英格蘭與歐洲的豪門球隊之一，於世界各地擁有廣泛的支持者，2020年社交網站上的讚好與追蹤數量在全世界足球俱樂部中排名第6，2021年排名為第7。
利物浦在富比士商業雜誌評鑑2024年全世界最有價值足球俱樂部排行榜中排名第4，德勤會計事務所計算利物浦2024年收入在全世界足球俱樂部中排名第7，畢馬威會計事務所估算利物浦2024年市值於全世界足球俱樂部中排名第5。

## 俱樂部榮譽
| 荣誉                                 | 次数        | 年度 |
| 本 土 聯 賽                          | 本 土 聯 賽 | 本 土 聯 賽 |
| ------------------------------------ | ----------- | --- |
| 英格蘭甲級聯賽 / 英格蘭超級聯賽 冠軍 | 20          | 1900–01, 1905–06, 1921–22, 1922–23, 1946–47, 1963–64, 1965–66, 1972–73, 1975–76, 1976–77, 1978–79, 1979–80, 1981–82, 1982–83, 1983–84, 1985–86, 1987–88, 1989–90, 2019–20, 2024–25 |
| 本 土 盃 賽                          |             | |
| 英格蘭足總盃 冠軍                    | 8           | 1965年 2–1 對 列斯聯 1974年 3–0 對 紐卡素 1986年 3–1 對 埃弗顿 1989年 3–2 對 埃弗顿（加时） 1992年 2–0 對 新特蘭 2001年 2–1 對 阿森纳 2006年 3–3對 韋斯咸（互射十二碼 3–1） 2022年 0–0對 車路士（互射十二碼 6–5） |
| 英格蘭足球聯賽盃 冠軍                | 10          | 1981年 1–1 對 韋斯咸（加时）（重賽，2–1） 1982年 3–1 對 熱刺（加时） 1983年 2–1 對 曼聯（加时） 1984年 0–0 對 埃弗顿（重賽，1–0） 1995年 2–1 對 保頓 2001年 1–1 對 伯明翰（互射十二碼 5–4） 2003年 2–0 對 曼聯 2012年 2–2 對 卡迪夫城（互射十二碼 3–2） 2022年 0–0 對 車路士（互射十二碼 11–10） 2024年 1–0 對 車路士（加时）                                    |
| 英格蘭社區盾／慈善盾 冠軍            | 16          | 1964年 2–2 對 韋斯咸* 1965年 2–2 對 曼聯* 1966年 1–0 對 埃弗顿 1974年 1–1 對 列斯聯（互射十二碼 6–5） 1976年 1–0 對 修咸頓 1977年 1–1 對 曼聯* 1979年 3–1 對 阿森纳 1980年 1–0 對 韋斯咸 1982年 1–0 對 熱刺 1986年 1–1 對 埃弗顿* 1988年 2–1 對 溫布頓 1989年 1–0 對 阿森纳 1990年 1–1 對 曼聯* 2001年 2–1 對 曼聯 2006年 2–1 對 車路士 2022年 3–1 對 曼城 *並列 |
| 歐 洲 賽 事                          |             | |
| 歐洲冠軍俱樂部盃 / 欧洲冠军联赛 冠軍 | 6           | 1976–77年 3–1 對 慕遜加柏 1977–78年 1–0 對 布魯日 1980–81年 1–0 對 皇家馬德里 1983–84年 1–1 對 羅馬（互射十二碼 4–2） 2004–05年 3–3 對 AC米兰（加时）（互射十二碼 3–2） 2018–19年 2–0 對 熱刺 |
| 歐洲足協盃 冠軍                      | 3           | 1972–73年 3–2 對 慕遜加柏（首回合3–0，次回合0–2） 1975–76年 3–2 對 布魯日（首回合3–2，次回合1–1） 2000–01年 5–4 對 艾拉維斯（加时） |
| 歐洲超級盃 冠軍                      | 4           | 1977年 7–1 對 汉堡（首回合1–1，次回合6–0） 2001年 3–2 對 拜仁慕尼黑 2005年 3–1 對 莫斯科中央陸軍（加时） 2019年 2–2 對 切爾西（加時）（互射十二碼 5–4） |
| 洲 際 賽 事                          |             | |
| 世界冠軍球會盃 冠軍                  | 1           | 2019年 1–0 對 （加時） |

利物浦於各項賽事共擁有68座冠軍獎盃，位居於英格蘭足球俱樂部之冠。
利物浦一共奪得20次英格蘭頂級聯賽冠軍，包括於2019-20球季首次獲得改制後的英格蘭超級聯賽冠軍。
國內盃賽方面，10次英格蘭聯賽盃封王是最高的紀錄，16次英格蘭社區盾（2002年前為英格蘭慈善盾）錦標排名第2，8次英格蘭足總盃盟主則排第3。
6度欧洲冠軍聯賽登頂（包含1992年改制前的歐洲冠軍俱樂部盃）是英格兰足球俱樂部之冠，在歐洲仅次於西甲球會皇家马德里（15次）和意甲球會AC米兰（7次）。
3次贏取歐洲足協盃（2009年後改制為歐洲聯賽）還是英格兰中的最高紀錄，在歐洲僅次於西甲球會塞維利亞（6次）。
4次歐洲超級盃冠軍同樣是英格蘭的第1，在歐洲排名第4僅次於皇家马德里（6次），以及巴塞罗那（5次），並與AC米兰（4次）並列。
在1984年，利物浦夺得英格蘭甲級联赛、英格蘭联赛盃及欧洲冠軍球會盃，成为首支在一季内取得三个主要比赛冠军的英格兰球会。
2001年利物浦则夺得英格蘭足總盃、英格蘭联赛盃及歐洲足協盃，随后隔季又赢得英格蘭慈善盾及欧洲超级盃，最終在一年内夺得五个盃赛冠军。
利物浦於1977年几乎夺取「三冠王」的榮誉，该年利物浦先后夺得英格蘭甲級联赛及欧洲冠軍球會盃，惟于国内的杯赛英格兰足总盃决赛中被曼联以2-1击败，故此至今仍未有贏得三冠王的紀錄。
利物浦未曾贏取過歐洲盃賽冠軍盃以及歐洲足協圖圖盃這兩者已停辦的冠軍項目。

## 球員名單（2025/26）
1. 國籍圖標根據國際足協的參賽資格定義，但球員可能會持有多於一個非國際足協定義的國籍。
2. 球員編號參照 官方網站 （页面存档备份，存于）。
3. 者為傷患球員，
4. 粗體字為新加盟球員（青年隊提升不計）。
5. 2025年夏季轉會窗（英语：List of English football transfers summer 2025）：6月1日至10日，6月16日至9月1日。

### 現役球員
| 號碼  | 國籍     | 球員                             | 位置                   | 年齡  | 加盟年份 | 前屬球會     | 轉會費    |
| 門 將 | 門 將    | 門 將                            | 門 將                  | 門 將 | 門 將    | 門 將        | 門 將     |
| ----- | -------- | -------------------------------- | ---------------------- | ----- | -------- | ------------ | --------- |
| 1     | 巴西     | （Alisson Becker）               | 門將                   | 32    | 2018     | 羅馬         | 5,800萬鎊 |
| 25    | 格鲁吉亚 | （Giorgi Mamardashvili）         | 門將                   | 24    | 2024     | 巴伦西亚     | 2,530萬鎊 |
| 28    | 英格兰   | 費迪·活文（Freddie Woodman）     | 門將                   | 28    | 2025     | 普雷斯頓     | 自由轉會  |
| 41    | 匈牙利   | （Ármin Pécsi）                  | 門將                   | 20    | 2025     | 普斯卡斯學院 | 150萬鎊   |
| 後 衛 |          |                                  |                        |       |          |              |           |
| 2     | 英格兰   | 喬·戈麥斯（Joe Gomez）           | 中堅／左閘／右閘       | 28    | 2015     | 查尔顿       | 350萬鎊   |
| 4     | 荷兰     | 維吉爾·范戴克（Virgil van Dijk） | 中堅                   | 34    | 2018     | 修咸頓       | 7,500萬鎊 |
| 5     | 法國     | （Ibrahima Konaté）              | 中堅                   | 26    | 2021     | RB萊比錫     | 3,500萬鎊 |
| 6     | 匈牙利   | （Milos Kerkez）                 | 左閘                   | 21    | 2025     | 般尼茅夫     | 4,000萬鎊 |
| 12    | 北爱尔兰 | （Conor Bradley）                | 右閘                   | 22    | 2020     | 青年隊       | 不適用    |
| 15    | 義大利   | （Giovanni Leoni）               | 中后卫                 | 18    | 2025     | 帕尔玛       | 2,675萬鎊 |
| 21    | 希腊     | （Kostas Tsimikas）              | 左閘                   | 29    | 2020     | 奧林比亞高斯 | 1,175萬鎊 |
| 26    | 蘇格蘭   | （Andrew Robertson）             | 左閘                   | 31    | 2017     | 赫尔城       | 800萬鎊   |
| 30    | 荷兰     | （Jeremie Frimpong）             | 右閘                   | 24    | 2025     | 利華古遜     | 3,370萬鎊 |
| 46    | 英格兰   | （Rhys Williams）                | 中堅                   | 24    | 2019     | 青年隊       | 不適用    |
| 47    | 蘇格蘭   | （Calvin Ramsay）                | 右閘                   | 22    | 2022     | 鴨巴甸       | 420萬鎊   |
| 中 場 |          |                                  |                        |       |          |              |           |
| 3     | 日本     | 遠藤航（Wataru Endo）            | 防守中場／中堅         | 32    | 2023     | 斯图加特     | 1,630萬鎊 |
| 7     | 德国     | （Florian Wirtz）                | 進攻中場               | 22    | 2025     | 利華古遜     | 1億鎊     |
| 8     | 匈牙利   | （Dominik Szoboszlai）           | 正中場/翼鋒            | 24    | 2023     | RB萊比鍚     | 6,000萬鎊 |
| 10    | 阿根廷   | （Alexis Mac Allister）          | 正中場                 | 26    | 2023     | 白禮頓       | 3,500萬鎊 |
| 17    | 英格兰   | （Curtis Jones）                 | 正中場/翼鋒            | 24    | 2018     | 青年隊       | 不適用    |
| 19    | 英格兰   | （Harvey Elliott）               | 正中場／進攻中場／右翼 | 22    | 2019     | 富咸青年隊   | 150萬鎊   |
| 38    | 荷兰     | （Ryan Gravenberch）             | 正中場／防守中場       | 23    | 2023     | 拜仁慕尼黑   | 3,400萬鎊 |
| 43    | 西班牙   | （Stefan Bajcetic）              | 防守中場               | 20    | 2022     | 青年隊       | 不適用    |
| 前 鋒 |          |                                  |                        |       |          |              |           |
| 11    | 埃及     | （Mohamed Salah）                | 右翼                   | 33    | 2017     | 羅馬         | 3,690萬鎊 |
| 14    | 義大利   | （Federico Chiesa）              | 右翼                   | 27    | 2024     | 尤文图斯     | 1,000萬鎊 |
| 18    | 荷兰     | （Cody Gakpo）                   | 左翼／中鋒             | 26    | 2023     | PSV燕豪芬    | 3,700萬鎊 |
| 22    | 法國     | （Hugo Ekitike）                 | 中鋒                   | 23    | 2025     | 法兰克福     | 6,900萬鎊 |

維吉爾·范戴克、及分別為本隊隊長、副隊長、第三隊長、第四隊長及第五隊長。

1. ↑  浮動條款可增加到6,680萬鎊。
2. ↑  浮動條款可增加到2,950萬鎊。
3. ↑  浮動條款可增加到3,020萬鎊。
4. ↑  浮動條款可增加到3,800萬鎊。
5. ↑  浮動條款可增加到650萬鎊。
6. ↑  浮動條款可增加到2,150萬鎊。
7. ↑  浮動條款可增加到1.16億鎊。
8. ↑  浮動條款可增加到3,860萬鎊。
9. ↑  浮動條款可增加到4,390萬鎊。
10. ↑  浮動條款可增加到1,250萬鎊。
11. ↑  浮動條款可增加到5,000萬鎊。
12. ↑  浮動條款可增加到7,900萬鎊。

### 外借球员
| 號碼             | 國籍             | 球員                                 | 位置             | 年齡             | 加盟年份         | 外借球會         | 外借球季         |
| 2025年夏季轉會窗 | 2025年夏季轉會窗 | 2025年夏季轉會窗                     | 2025年夏季轉會窗 | 2025年夏季轉會窗 | 2025年夏季轉會窗 | 2025年夏季轉會窗 | 2025年夏季轉會窗 |
| ---------------- | ---------------- | ------------------------------------ | ---------------- | ---------------- | ---------------- | ---------------- | ---------------- |
| 56               | 捷克             | 維捷斯拉夫·雅羅什（Vítězslav Jaroš） | 門將             | 24               | 2020             | 阿積士           | 25/26球季        |
| 95               | 英格兰           | 哈维·戴维斯（Harvey Davies）         | 門將             | 21               | 2020             | 克鲁             | 25/26球季        |

### 離隊球員
1. 『*』為先租出一季或半季後售出。

| 號碼             | 國籍             | 球員                                             | 位置             | 年齡             | 加盟年份         | 加盟球會         | 轉會費           |
| 2025年夏季轉會窗 | 2025年夏季轉會窗 | 2025年夏季轉會窗                                 | 2025年夏季轉會窗 | 2025年夏季轉會窗 | 2025年夏季轉會窗 | 2025年夏季轉會窗 | 2025年夏季轉會窗 |
| ---------------- | ---------------- | ------------------------------------------------ | ---------------- | ---------------- | ---------------- | ---------------- | ---------------- |
| 7                | 哥伦比亚         | （Luis Díaz）                                    | 左翼／中鋒       | 28               | 2022             | 拜仁慕尼黑       | 6,050萬鎊        |
| 9                | 乌拉圭           | （Darwin Núñez）                                 | 中鋒／左翼       | 26               | 2022             | 希拉爾           | 4,600萬鎊        |
| 20               | 葡萄牙           | （Diogo Jota）                                   | 中鋒             | 28               | 2020             | 逝世             | —                |
| 47               | 英格兰           | （Nathaniel Phillips）                           | 中堅             | 28               | 2016             | 西布朗           | 300萬鎊          |
| 50               | 蘇格蘭           | 班·多克（Ben Doak）                              | 右翼             | 19               | 2023             | 伯恩茅斯         | 2,000萬鎊        |
| 62               | 爱尔兰           | （Caoimhin Kelleher）                            | 門將             | 26               | 2017             | 布伦特福德       | 1,250萬鎊        |
| 66               | 英格兰           | 特倫特·亞歷山大-阿諾德（Trent Alexander-Arnold） | 右閘             | 26               | 2016             | 皇家馬德里       | 840萬鎊          |
| 78               | 英格兰           | 賈雷爾·昆沙（Jarell Quansah）                    | 中堅             | 22               | 2021             | 利華古遜         | 3,000萬鎊        |
| 80               | 英格兰           | 泰勒·莫顿（Tyler Morton）                        | 防守中場         | 22               | 2021             | 里昂             | 870萬鎊          |

## 退役球衣號碼
由2025年開始，利物浦將20號球衣永久退役 ，7月3日清晨，與其胞弟安德烈·菲利佩·達席爾瓦於西班牙薩莫拉省A-52高速公路的一場車禍中身亡。
| 號碼 | 國籍   | 球員           |
| ---- | ------ | -------------- |
| 20   | 葡萄牙 | （Diogo Jota） |

## 職員名单
资料来源：利物浦官网（页面存档备份，存于）
| 国籍     | 職員名字                                      | 職位           |
| -------- | --------------------------------------------- | -------------- |
| 荷兰     | 阿內·史洛（Arne Slot）                        | 主教練         |
| 荷兰     | 史碧克·侯素夫（Sipke Hulshoff）               | 助理教練       |
| 荷兰     | 基奧雲尼·雲邦賀斯（Giovanni van Bronckhorst） | 助理教練       |
| 西班牙   | 哈维·巴莱罗 （Xavi Valero）                   | 一隊守門員教練 |
| 英格兰   | 亞倫·布里格斯（Aaron Briggs）                 | 個人發展教練   |
| 比利时   | 魯賓·彼特斯（Ruben Peeters）                  | 首席體能教練   |
| 北爱尔兰 | 科纳·穆塔格（Dr Conall Murtagh）              | 一队体能教练   |
| 英格兰   | 占·莫森博士（Dr. Jim Moxon）                  | 一隊隊醫       |
| 北爱尔兰 | 李·諾貝斯（Lee Nobes）                        | 物理治療總監   |
| 德国     | 蒙娜·妮曼（Mona Nemmer）                      | 營養學總監     |
| 英格兰   | 大衛·韋丁斯（Dr David Rydings）               | 康复体能教练   |
| 英格兰   | 克里斯·摩根（Chris Morgan）                   | 一队物理治療師 |
| 英格兰   | 史蒂夫·利利（Steve Lilley）                   | 一队物理治療師 |
| 英格兰   | 乔·刘易斯（Joe Lewis）                        | 物理治療師     |
| 英格兰   | 保罗·斯莫尔（Paul Small）                     | 按摩师         |
| 英格兰   | 迈克尔·赫德森（Michael Hudson）               | 按摩师         |
| 英格兰   | 李·雷德克里夫（Lee Radcliffe）                | 装备管理主管   |
| 蘇格蘭   | 布兰登·麦克基尔达夫（Brenden Mcilduff）       | 装备管理员     |
| 英格兰   | 阿莱克斯·英格尔索普 （Alex Inglethorpe）      | 青訓總監       |
| 英格兰   | 馬克·布里奇-威爾金森（Marc Bridge-Wilkinson） | U18主教練      |

## 历任领队
| 名称                  | 国籍          | 开始任期   | 完结任期   | 纪录 | 纪录 | 纪录 | 纪录 |
| 名称                  | 国籍          | 开始任期   | 完结任期   | 场数 | 赢   | 和   | 输   |
| --------------------- | ------------- | ---------- | ---------- | ---- | ---- | ---- | ---- |
| 菲尔·泰勒（）         | 英格兰        | 14.05.1956 | 17.11.1959 | 150  | 76   | 32   | 42   |
| 比尔·香克利（Bill Shankly）       | 蘇格蘭        | 01.12.1959 | 12.07.1974 | 783  | 407  | 198  | 178  |
| 鲍勃·佩斯利（Bob Paisley）       | 英格兰        | 26.07.1974 | 01.07.1983 | 535  | 308  | 131  | 96   |
| 乔·费根（Joe Fagan）  | 英格兰        | 01.07.1983 | 29.05.1985 | 131  | 71   | 36   | 24   |
| 达格利什（Kenny Dalglish）          | 蘇格蘭        | 30.05.1985 | 21.02.1991 | 307  | 187  | 78   | 42   |
| 索内斯（Graeme Souness）            | 蘇格蘭        | 16.04.1991 | 28.01.1994 | 157  | 66   | 45   | 46   |
| 埃文斯（Roy Evans）            | 英格兰        | 31.01.1994 | 16.07.1998 | 226  | 117  | 56   | 53   |
| 埃文斯（Roy Evans） 乌利耶（Gérard Houllier） | 英格兰 · 法國 | 16.07.1998 | 12.11.1998 | 18   | 7    | 6    | 5    |
| 乌利耶（Gérard Houllier）            | 法國          | 12.11.1998 | 24.05.2004 | 307  | 160  | 73   | 74   |
| 贝尼特斯（Rafael Benítez）          | 西班牙        | 16.06.2004 | 03.06.2010 | 350  | 197  | 74   | 79   |
| 霍奇森（Roy Hodgson）            | 英格兰        | 01.07.2010 | 08.01.2011 | 31   | 13   | 8    | 10   |
| 达格利什（Kenny Dalglish）          | 蘇格蘭        | 08.01.2011 | 16.05.2012 | 74   | 36   | 16   | 22   |
| 罗杰斯（Brendan Rodgers）            | 北爱尔兰      | 31.05.2012 | 04.10.2015 | 166  | 85   | 39   | 42   |
| 克洛普（Jürgen Klopp）            | 德国          | 08.10.2015 | 31.05.2024 | 491  | 299  | 109  | 83   |
| 史洛（）              | 荷兰          | 01.06.2024 |            | 56   | 38   | 9    | 9    |

部分资料来源：lfchistory.net：领队（页面存档备份，存于）

## 英超记录
| 賽季          | 名次    | 場數 | 勝  | 和  | 負  | 入球 | 失球 | 積分 | 當季冠軍           |
| ------------- | ------- | ---- | --- | --- | --- | ---- | ---- | ---- | ------------------ |
| 1992－1993年  | 第 6 位 | 42   | 16  | 11  | 15  | 62   | 55   | 59   | 曼聯（84分）       |
| 1993－1994年  | 第 8 位 | 42   | 17  | 9   | 16  | 59   | 55   | 60   | 曼聯（92分）       |
| 1994－1995年  | 第 4 位 | 42   | 21  | 11  | 10  | 65   | 37   | 74   | 布力般流浪（89分） |
| 1995－1996年  | 季 軍   | 38   | 20  | 11  | 7   | 70   | 34   | 71   | 曼聯（82分）       |
| 1996－1997年  | 第 4 位 | 38   | 19  | 11  | 8   | 62   | 37   | 68   | 曼聯（75分）       |
| 1997－1998年  | 季 軍   | 38   | 18  | 11  | 9   | 68   | 42   | 65   | 阿仙奴（78分）     |
| 1998－1999年  | 第 7 位 | 38   | 15  | 9   | 14  | 68   | 49   | 54   | 曼聯（79分）       |
| 1999－2000年  | 第 4 位 | 38   | 19  | 10  | 9   | 51   | 30   | 67   | 曼聯（91分）       |
| 2000－2001年  | 季 軍   | 38   | 20  | 9   | 9   | 71   | 39   | 69   | 曼聯（80分）       |
| 2001－2002年  | 亞 軍   | 38   | 24  | 8   | 6   | 67   | 30   | 80   | 阿仙奴（87分）     |
| 2002－2003年  | 第 5 位 | 38   | 18  | 10  | 10  | 61   | 41   | 64   | 曼聯（83分）       |
| 2003－2004年  | 第 4 位 | 38   | 16  | 12  | 10  | 55   | 37   | 60   | 阿仙奴（90分）     |
| 2004－2005年  | 第 5 位 | 38   | 17  | 7   | 14  | 52   | 41   | 58   | 車路士（95分）     |
| 2005－2006年  | 季 軍   | 38   | 25  | 7   | 6   | 57   | 25   | 82   | 車路士（91分）     |
| 2006－2007年  | 季 軍   | 38   | 20  | 8   | 10  | 57   | 27   | 68   | 曼聯（89分）       |
| 2007－2008年  | 第 4 位 | 38   | 21  | 13  | 4   | 67   | 28   | 76   | 曼聯（87分）       |
| 2008－2009年  | 亞 軍   | 38   | 25  | 11  | 2   | 77   | 27   | 86   | 曼聯（90分）       |
| 2009－2010年  | 第 7 位 | 38   | 18  | 9   | 11  | 61   | 35   | 63   | 車路士（86分）     |
| 2010－2011年  | 第 6 位 | 38   | 17  | 7   | 14  | 59   | 44   | 58   | 曼聯（80分）       |
| 2011－2012年  | 第 8 位 | 38   | 14  | 10  | 14  | 47   | 40   | 52   | 曼城（89分）       |
| 2012－2013年  | 第 7 位 | 38   | 16  | 13  | 9   | 71   | 43   | 61   | 曼聯（89分）       |
| 2013－2014年  | 亞 軍   | 38   | 26  | 6   | 6   | 101  | 50   | 84   | 曼城（86分）       |
| 2014－2015年  | 第 6 位 | 38   | 18  | 8   | 12  | 52   | 48   | 62   | 車路士（87分）     |
| 2015－2016年  | 第 8 位 | 38   | 16  | 12  | 10  | 63   | 50   | 60   | 李斯特城（81分）   |
| 2016－2017年  | 第 4 位 | 38   | 22  | 10  | 6   | 78   | 42   | 76   | 車路士（93分）     |
| 2017－2018年  | 第 4 位 | 38   | 21  | 12  | 5   | 84   | 38   | 75   | 曼城（100分）      |
| 2018－2019年  | 亞 軍   | 38   | 30  | 7   | 1   | 89   | 22   | 97   | 曼城（98分）       |
| 2019－2020年  | 冠 軍   | 38   | 32  | 3   | 3   | 85   | 33   | 99   | (第 1 次)          |
| 2020 - 2021年 | 季 軍   | 38   | 20  | 9   | 9   | 68   | 42   | 69   | 曼城 (86分)        |
| 2021 - 2022年 | 亞軍    | 38   | 28  | 8   | 2   | 94   | 26   | 92   | 曼城 (93分)        |
| 2022 - 2023年 | 第 5 位 | 38   | 19  | 10  | 9   | 75   | 47   | 67   | 曼城 (89分)        |
| 2023 - 2024年 | 季 軍   | 38   | 24  | 10  | 4   | 86   | 41   | 82   | 曼城 (91分)        |
| 2024－2025年  | 冠軍    | 38   | 25  | 9   | 4   | 86   | 41   | 84   | （第 2 次）        |
| 總计          |         | 1266 | 652 | 302 | 274 | 2182 | 1235 | 2258 | 2                  |

## 球會紀錄
為利物浦上陣最多的是，由1958年至1978年19個賽季上陣了848場。他亦都保持著聯賽上陣最多的紀錄640場。
利物浦史上最多入球的球員是魯殊，在1980年至1996年期間射入346球。他亦都保持著一季最多入球的紀錄47球（1983-84）。但是，他仍然不能比另外一位球員更好——羅渣·亨特在一季聯賽內射入了41球（1961-62），他亦自1970年起射入245球。哥頓·鶴治臣則是球會最佳射手的第三名，他亦保持著球會的17次帽子戲法（一場比賽射入三球）。有4位球員能夠在一場比賽射入5球，他們是安迪·麥格根（1901-02賽季）、約翰·伊雲斯（1954-55賽季）、魯殊（1983-84賽季）及科拿（1993-94賽季）。科拿亦保持著英超的最快帽子戲法紀錄，他在1994-95賽季對著阿仙奴的比賽上僅以4分32秒便射入3球。
利物浦第一場比賽是蘭開夏郡聯賽對著瓦爾頓，並以8-0勝出。在那時隊中並沒有英格蘭球員，大部分是引入蘇格蘭人。利物浦的最大勝仗是在1974年9月17日以11-0擊敗史卓加斯特，在這場賽事，一共有9個球員有入球。而最大聯賽勝仗則是1989年及2022年分別以9-0大勝水晶宮及般尼茅夫。而最大敗仗就是在1935年以0-8被哈德斯菲爾德及在1954年以1-9被伯明翰城擊敗。

## 主要競爭對手
利物浦在英超的主要對手為另外的五支豪門球隊（兵工廠、曼聯、曼城、切爾西、熱刺）和同地區的艾佛頓。

### 曼聯
兩隊之間的對碰被稱之為「雙紅會」、或是「西北德比」以至於「英格蘭德比」。曼聯跟利物浦的競爭關係早於六十年代開始，兩隊分別在和辛奇利的帶領下成為歐洲的強隊，曼聯當時贏得兩屆甲組聯賽和一次歐冠盃冠軍。而利物浦亦奪得了1964年和1966年的甲組聯賽冠軍。七十年代曼聯實力倒退，曾降班收場，變成利物浦一支獨秀。這時利物浦橫掃整個歐洲球壇，憑著杜格利殊、魯殊及等球星的支撐，這個形勢一直維持至九十年代，甲組聯賽被英超取代才停止。
九十年代隨著一眾球星轉會或退役，利物浦成績已有所退步，反觀曼聯在的执教下，几乎年年都赢得英超联冠军，1999年更创下联赛、足总杯和欧冠杯「三冠王」的成绩，在这年利物浦在联赛仅排第七，连参加欧洲赛的资格也没有。即使及後利物浦能赢得2001年欧洲足协杯，但始终无法在联赛威胁曼联。
自賓尼迪斯上任後，利物浦的聯賽成績不斷改善；到了2008/09賽季，利物浦分別以2-1以及4-1雙殺曼聯，是7年以來的首次，並與之爭奪冠軍；但利物浦無法保持季初的成績，在季中連和數場後被曼聯趕上，最終讓曼聯成功三連冠。

#### 近期著名對陣
2010年霍奇森成為利物浦主教練，利物浦陷入低潮，2010年9月19日作客老特拉福球場，曼聯前鋒貝爾巴托夫上演帽子戲法，以3:2擊敗利物浦。賽季下半程曼聯作客安菲爾德球場，利物浦上演復仇記，利物浦荷蘭前鋒庫伊特上演帽子戲法，利物浦以3:1獲勝，雙紅會兩回合均有球員上演帽子戲法。
2011年10月15日，兩軍於安菲爾德1-1握手言和，然而利物浦前鋒蘇亞雷斯遭曼聯後衛埃夫拉指控種族歧視，英足總最終裁罰蘇亞雷斯停賽8場，並罰款4萬英鎊。兩隊於2012年2月11日再次交鋒時，蘇亞雷斯拒絕與埃夫拉握手，再次引起軒然大波，最終曼聯以2-1勝出。
2012-13賽季，利物浦新任主帥羅傑斯上任，但利物浦開季狀態不佳，2012年9月23日在主場安菲爾德對陣曼聯的比賽中，利物浦中場謝爾維被紅牌罰下種下敗因，利物浦以1-2敗陣，也是利物浦五年來第一次於安菲爾德負於曼聯。下半程利物浦作客老特拉福德球場，曼聯再度以2-1獲勝，實現主客雙殺。
2013-14賽季，利物浦一路高歌猛進，而曼聯則在新主帥莫耶斯上任後頗為掙扎，2013年9月1日利物浦主場迎戰曼聯，靠著前鋒斯圖里奇的進球，以1-0擊敗曼聯。2014年3月16日兩軍於老特拉福德交手，利物浦3-0擊敗曼聯，繼2008-09賽季後再次實現對曼聯的主客場雙殺。
2021-2022賽季，曼聯在蘇斯克查執教下陷入前所未有的低潮，2021年10月24日在主場老特拉福德球場竟被利物浦以5-0大勝，創下曼聯以最大比數在主場負於利物浦的紀錄。2022年4月20日利物浦在安菲爾德再次以4-0擊敗曼聯，繼2013-14賽季後第三次實現對曼聯的主客場雙殺。
2022-2023賽季，曼聯在新帥埃里克·滕哈赫帶領下奪得英格蘭足球聯賽盃冠軍，是曼聯6年來首冠，似乎已經擺脫近年的低潮，然而在下星期對陣利物浦的比賽竟在安菲爾德球場被狀態低迷的利物浦7-0大勝，成爲英超近年的著名慘案。

### 埃弗顿
两队之间的比赛被称之为「默西賽德郡德比」。埃弗顿與利物浦同屬一市，不論在地理上或歷史上都是死敵。利物浦本來就是從埃弗顿分裂出來的，晏菲路球場其實最初是愛華頓的主場，但因租金爭議，埃弗顿在1892年遷往附近新建的古迪遜公園球場。晏菲路的業主約翰·霍爾丁成立了利物浦。埃弗顿是联赛12支始创成员之一，在顶级联赛作赛超过100个球季，並從未被降级，共夺得9次联赛冠军、5次足总盃冠军及1次欧洲盃赛冠军盃冠军。而利物浦是20次联赛冠军及6次欧洲冠军杯冠军得主。
埃弗顿昔日也与利物浦一样拥有争霸实力，在利物浦雄霸英格兰联赛期间，埃弗顿一度被利物浦比下去，故二支球會每逢对头都增添了不少火药味。直至80年代，两队德比战的激烈和重要程度达到高峰，在英超成立之前的10年甲组联赛，利物浦夺得6次冠军，埃弗顿亦夺得两次冠军。随着英超成立埃弗顿成绩大倒退，两支球会打比战的火药味才有所减弱。近年来都是利物浦排在联赛中上游位置，而埃弗顿列长期处於中游，其中2005-06年球季更一度排在榜末。
但06-07球季首场德比战，利物浦以3球败阵埃弗顿手上。
截至2014-15年球季，两队共进行203次大战，利物浦77胜、66和及60负。

## 著名球員
1990年代
- （Steve McManaman，1990-99）
- （Jamie Redknapp，1991-2002）
- 馬克·賴特（Mark Wright，1991-98）
- 馬克·沃爾特斯（Mark Walters，1991-96）
- 羅伯·瓊斯（英语：Rob Jones (footballer, born 1971)）（Rob Jones，1991-99）
- 邁克爾·托馬斯（英语：Michael Thomas (footballer, born 1967)）（Michael Thomas，1991-98）
- （David James，1992-99）
- （Dominic Matteo，1992-2000）
- （Stig Inge Bjørnebye，1992-2000）
- （Robbie Fowler，1993-2001，2006-07）
- 尼爾·魯多克（Neil Ruddock，1993-98）
- 菲爾·巴布（Phil Babb，1994-2000）
- （Jason McAteer，1995-99）
- （Patrik Berger，1996-2003）
- （Jamie Carragher，1996-2013）
- （Michael Owen，1996-2004）
- （Danny Murphy，1997-2004）
- （Steven Gerrard，1998-2015）
- （Sami Hyypiä，1999-2009）
- （Dietmar Hamann，1999-2006）
- （Stéphane Henchoz，1999-2005）
- （Vladimír Šmicer，1999-2005）
- 韋斯達維特（Sander Westerveld，1999-2001）
- （Djimi Traoré，1999-2006）

2000年代
- （Emile Heskey，2000-04）
- （Igor Bišćan，2000-05）
- （John Riise，2001-08）
- （Jerzy Dudek，2001-07）
- （Milan Baroš，2001-05）
- （Steve Finnan，2003-08）
- （Harry Kewell，2003-08）
- （Xabi Alonso，2004-09）
- （Luis García，2004-07）
- （Peter Crouch，2005-08）
- （Pepe Reina，2005-14）
- （Daniel Agger，2006-14）
- （Fábio Aurélio，2006-12）
- （Dirk Kuyt，2006-12）
- （Ryan Babel，2007-11）
- （Yossi Benayoun，2007-10）
- 盧卡斯（Lucas Leiva，2007-17）
- （Javier Mascherano，2007-10）
- （Fernando Torres，2007-11）
- （Martin Škrtel，2008-16）
- （Glen Johnson，2009-15）

2010年代
- 軒達臣（Jordan Henderson，2011-23）
- 苏亚雷斯（Luis Suárez，2011-14）
- （Raheem Sterling，2012-15）
- （Joe Allen，2012-16）
- （Daniel Sturridge，2013-19）
- （Philippe Coutinho，2013-17）
- 米奴列（Simon Mignolet，2013-19）
- （Dejan Lovren，2014-20）
- （Adam Lallana，2014-20）
- （Alberto Moreno，2014-19）
- （Emre Can，2014-18）
- （Nathaniel Clyne，2015-20）
- （Roberto Firmino，2015-23）
- 祖·高美斯（Joe Gomez，2015-）
- （James Milner，2015-23）
- （Divock Origi，2015-22）
- （Georginio Wijnaldum，2016-21）
- （Sadio Mané，2016-22）
- （Joël Matip，2016-23）
- （Trent Alexander-Arnold，2016-2025）
- （Mohamed Salah，2017-）
- （Andrew Robertson，2017-）
- （Alex Oxlade-Chamberlain，2017-23）
- （Virgil van Dijk，2018-）
- （Alisson Becker，2018-）
- （Naby Keïta，2018-23）
- 法賓奴（Fabinho，2018-23）
- （Curtis Jones，2019-）
- （Harvey Elliott，2019-）

2020年代
- （Diogo Jota，2020-25，其20號球衣永久退役）
- （Kostas Tsimikas，2020-）
- （Ibrahima Konaté，2021-）
- （Luis Díaz，2022-25）
- （Darwin Núñez，2022-25）
- （Cody Gakpo，2022-）

## 外部連結
- 官方網站
- （中文）利物浦足球俱樂部官方網站
- http://www.premierleague.com/page/liverpool-football-club（页面存档备份，存于）
- http://www.uefa.com/footballeurope/club=7889/competition=1/index.html（页面存档备份，存于）
- （中文）歐洲足聯官方網站 - 利物浦俱樂部資料
- http://www.liverpoolkits.com（页面存档备份，存于）